# Memphis (Ägypten)

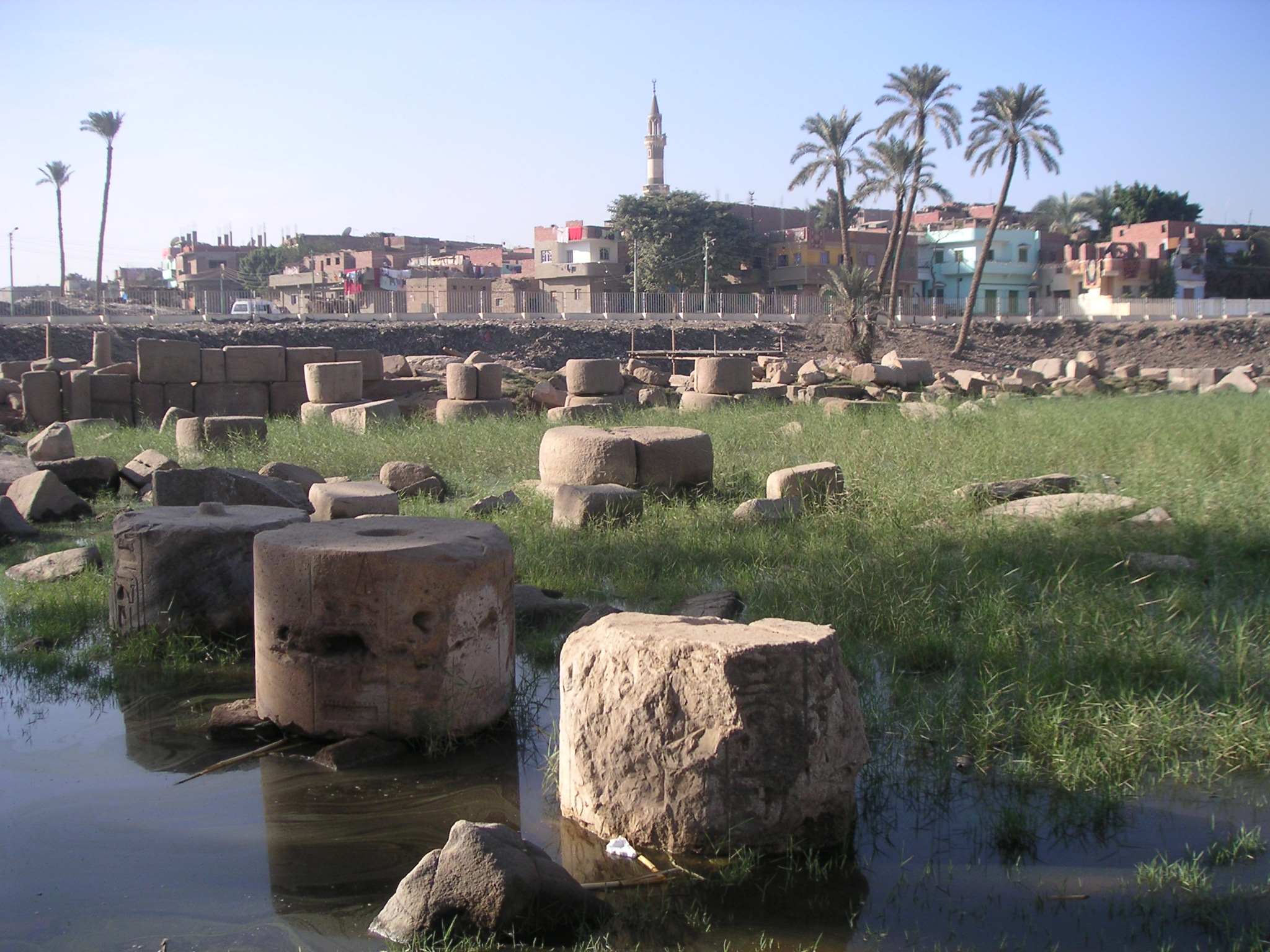
Ruinen des Ptah-Tempels

Memphis (altägyptisch Men-nefer, Inbu-hedj, Hut-ka-Ptah; biblisch Noph, Movh; arabisch منف, DMG Manf) war die Hauptstadt des ersten Gaus von Unterägypten. Ihre Ruinen befinden sich in der Nähe der Ortschaften Mit-Rahineh und Helwan etwa 18 km südlich von Kairo und gehören seit 1979 als Teil der Stätte Memphis und seine Nekropole – die Pyramidenfelder von Gizeh bis Dahschur zum UNESCO-Welterbe.
Manetho berichtet, dass Memphis der Legende nach von König Menes 3000 v. Chr. gegründet wurde. Während des Alten Reiches war sie Hauptstadt von Ägypten und blieb eine wichtige Stadt in der ägyptischen Geschichte. Memphis stand unter dem Schutz des Gottes Ptah, des Schutzpatrons der Handwerker, dessen Tempel Hut-Ka-Ptah sich im Zentrum der Stadt befand.
Die Stadt nahm eine strategische Position am Beginn des Nildeltas ein und beherbergte deshalb viele Werk- und Produktionsstätten, darunter auch für Waffen. Der Aufstieg und das Scheitern von Memphis sind eng mit der Geschichte des gesamten Landes verbunden. Aufgrund des Aufstiegs Alexandrias verlor Memphis ihre wirtschaftliche Rolle im Land und wurde nach und nach aufgegeben. Mit dem Edikt Cunctos populos von 380 n. Chr. endete auch ihre religiöse Bedeutung.

## Lage
Die heutigen Überreste nahe Mit-Rahina stammen aus jüngerer Zeit. 1982 durchgeführte Untersuchungen haben gezeigt, dass die Siedlungsschichten der Stadt nicht übereinander, sondern nebeneinander liegen. Der Standort von Memphis hatte sich im Laufe der Jahrtausende, wahrscheinlich bedingt durch Änderungen im Nilverlauf, verschoben. Der Fluss war im Altertum nicht reguliert und konnte bei hohen Überschwemmungen in ein anderes Bett zurückfließen.
Die Stadt des Alten Reiches lag, wie Bohrungen im Gelände gezeigt haben, viel weiter im Norden, neben den Mastabas der 1. und 2. Dynastie und dem modernen Ort Abusir. In der Ersten Zwischenzeit verschob sich das Stadtgebiet weiter nach Süden in die Gegend der Pyramiden des Alten Reiches von Sakkara. Im Mittleren Reich lag es dann weiter im Osten, dort, wo heute die wenigen Ruinen zu sehen sind. Dies blieb dann auch der Standort der Stadt bis in die römische Zeit.

## Gründung
Über die Stadtgründung existieren keine gesicherten Fakten. Es gibt einen Bericht von Herodot, der sich angeblich auf die Priester des Ptahtempels beruft. Der Ägyptologe A. Badawi räumt dem Bericht aber eine gewisse Glaubwürdigkeit ein.
Demnach soll die Stadt von Menes gegründet worden sein. Er leitete den Nil um und baute einen Damm zum Schutz des trockengelegten Gebietes, auf dem die Stadt errichtet werden sollte. Der Damm diente auch zum Schutz des Gaus vor einem erneuten Eindringen des Wassers. Danach baute Menes eine Festungsstadt und den Ptah-Tempel mit einem vom Nilwasser gespeisten See. Nach Badawi war dieser Damm noch Anfang des 20. Jahrhunderts nahe dem modernen Ort Koschescheh zu sehen und verschwand erst mit der Modernisierung des ägyptischen Bewässerungssystems. Sicher ist, dass zu Beginn des Alten Reiches bei Memphis ein Damm gebaut werden sollte, der heute als Sadd el-Kafara bekannt ist.
Nach Manetho erbaute „Athotis“ (Aha oder Teti I.) den Königspalast in Memphis.

## Namen
Die heutige Bezeichnung „Memphis“ (nach dem griechischen Μέμφις) geht auf das altägyptische Wort „Men-nefer“ zurück und bedeutet in etwa dauerhaft ist die Vollkommenheit. Der Begriff wurde mit ziemlicher Sicherheit vom Namen der Pyramidenstadt des Königs Pepi I. im Süden von Sakkara abgeleitet. In ihrer vollständigen Form hieß die Stadt „Nut men-nefer-Pepi-meri-Ra“ („Dauerhaft ist die Vollkommenheit Pepis, geliebt von Re“-Stadt). Die offizielle Bezeichnung „Men-nefer“ erscheint jedoch erst in den Inschriften des Neuen Reiches.
Ursprünglich wurde die Stadt „Inebu-Hedj“ (Weiße Mauern) genannt und ist in dieser Form seit den Königen Chasechemui (2. Dynastie) und Djoser (3. Dynastie) belegt. Gebräuchlicher wurde die Singularform „Ineb-Hedj“ (Weiße Mauer), die zum ersten Mal auf dem Palermostein der 5. Dynastie erscheint und noch von den antiken Historikern Herodot und Diodor parallel zu „Men-nefer“ verwendet wurde. Herodot führt den Namen auf einen Stadtteil zurück, dessen Gebäude komplett aus weißem Kalkstein bestanden. Aufgrund der Wortbedeutung wird jedoch davon ausgegangen, dass Memphis zunächst als Festungsstadt errichtet wurde, die von einer weißen Mauer umgeben war.
Zeitweise wurden Memphis oder Bezirke der Stadt auch nach anderen Pyramidenstädten benannt. So diente im Mittleren Reich der Name des Pyramidenkomplexes des Teti „Djed-sut-Teti“ (Ewig sind die Stätten des Teti) aus der 6. Dynastie als Bezeichnung für die gesamte Stadt, im Neuen Reich hingegen nur noch für einen bestimmten Bezirk.
Seit dem Neuen Reich verwendete man den Namen des zentralen Ptah-Tempels „Hut-ka-Ptah“ (Tempel des Kas von Ptah). Bekannt ist auch die Metapher „Mechat taui“ (Waage der Beiden Länder), da sich die Stadt genau an der Grenze zwischen Oberägypten und dem nördlichen Nildelta befand.
Weitere Bezeichnungen sind „Nut-Ptah“ (Stadt des Ptah) und „Nut-Ta-tenen“ (Stadt des Ta-tenen) nach den beiden Stadtgöttern Ptah und Tatenen. Der Begriff Anch-taui (Leben der Beiden Länder) war zunächst ein Toponym für die Katzengöttin Bastet, ab dem Mittleren Reich auch für Ptah und konnte als Bezeichnung für Memphis oder die Nekropole der Stadt verwendet werden.

## Geschichte

### Frühzeit
Memphis spielte bereits seit der Reichseinigung eine bedeutende Rolle im Land, vor allem in Kunst, Wissenschaft, Religion und Militär. Die Herrscher der Frühdynastischen Periode, die auch kleinere Gräber in Abydos besaßen, legten in Sakkara-Nord eine erste Königsnekropole an. Ungeklärt ist, welche Gräber davon echt und bei welchen es sich nur um Kenotaphe handelt. Nach Barry J. Kemp gehören die Grabbauten in Memphis zu hohen Würdenträgern aus dieser Zeit und nach Jean-Philippe Lauer ließen sich erst die letzten drei Könige der 2. Dynastie in Memphis begraben, was darauf hinweist, dass die Stadt zu dieser Zeit begann, eine besondere Rolle als Reichshauptstadt einzunehmen.
Die Stadt galt schon sehr früh als religiöses Zentrum. Seit dem Beginn der ägyptischen Geschichte 3000 v. Chr. sind typische memphitische Kulthandlungen wie das Königsritual „Vereinigung der Beiden Länder“ und der Kultlauf des Königs um die Mauer belegt. Ebenso geht der Kult des Stadtgottes Ptah und des heiligen Apis-Stieres bis auf die 1. Dynastie zurück.

### Altes Reich und Erste Zwischenzeit

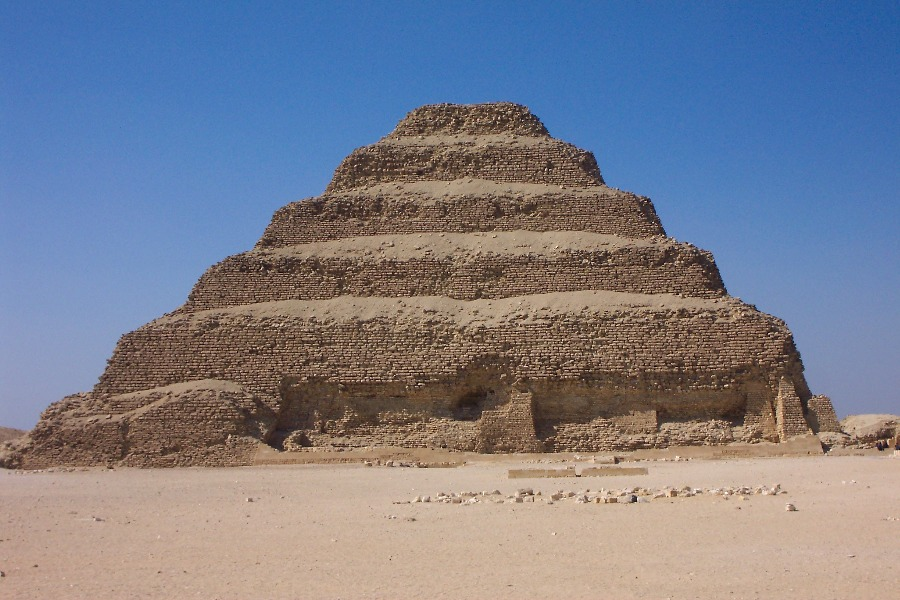
Djoser-Pyramide auf der memphitischen Nekropole

Seit Beginn des Alten Reiches und bis zum Ende der 6. Dynastie stieg Memphis zur Residenzstadt und zentralen Verwaltungsstadt Ägyptens auf. Das ägyptische Königreich wurde zum ersten Mal von einer straff und hierarchisch organisierten Zentralregierung verwaltet, mit einem direkt dem Pharao unterstellten Wesir an der Spitze. Alle wichtigen, das Land betreffenden, Entscheidungen wurden von der dritten bis zur sechsten Dynastie in Memphis getroffen. Im Laufe des Alten Reiches kam es zur Anlage von ausgedehnten Königs- und Beamtennekropolen im nahegelegenen Sakkara, Dahschur, Gizeh und Abu Roasch. Die architektonische Gestaltung und künstlerische Ausschmückung mit Reliefs und Grabstatuen zeugen von einem hohen Standard der memphitischen Kunst.
Nach dem Untergang des Alten Reiches zum Ende der sechsten Dynastie verlor Memphis seine zentrale Bedeutung als Landeshauptstadt. In der 7. Dynastie und 8. Dynastie residierten nur noch machtlose und unbedeutende Könige in der Stadt, bis Gaufürsten aus Herakleopolis Magna ab der 10. Dynastie die Macht im Land übernahmen.

### Mittleres Reich und Zweite Zwischenzeit

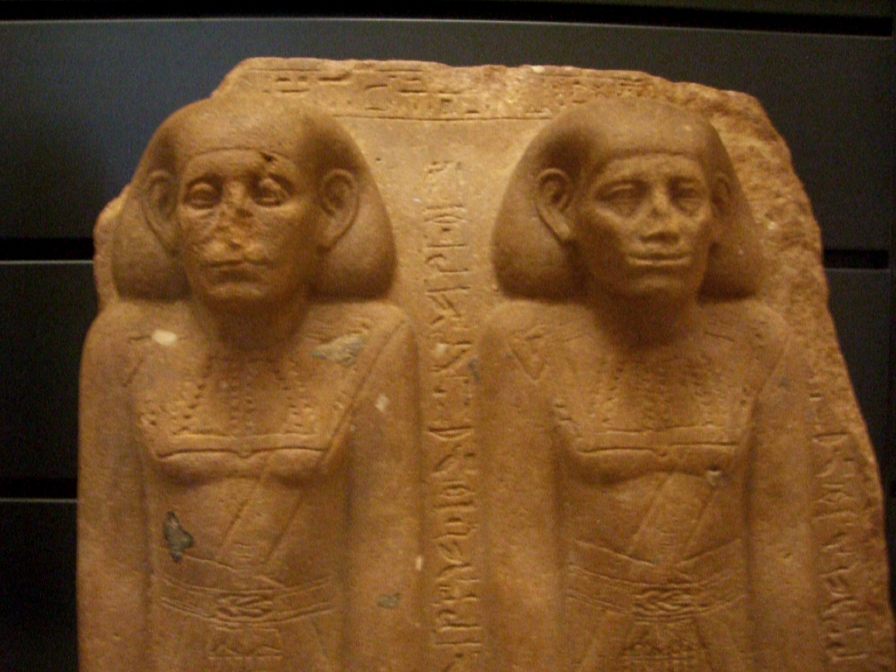
Gruppenstatue zweier Hohepriester des Ptah aus der 12. Dynastie

Mentuhotep II., der das Land in der 11. Dynastie erneut einigen konnte, regierte von nun an in Theben. Da der Ruf der memphitischen Kunst immer noch sehr gut war, holte er Künstler aus Memphis wie zum Beispiel den Bildhauer Antefnacht nach Oberägypten. Den memphitischen Künstlern ist es zu verdanken, dass die thebanische Kunst im Mittleren Reich einen enormen Aufschwung erhielt. Der Begründer der nachfolgenden 12. Dynastie Amenemhet I. grenzte sich von seinen Vorgängern ab und setzte die memphitische Tradition des Pyramidengrabes dreißig Kilometer von Memphis entfernt in Lischt fort. Die Könige der zwölften Dynastie verehrten wieder den Gott Ptah, indem sie für die Vergrößerung und den Ausbau des Haupttempels sorgten, reiche Opferstiftungen einrichteten und Statuen aufstellen ließen. Amenemhet II. stellte im Ptahtempel eine Gedenkstele auf, die von seinen wirtschaftlichen und militärischen Aktivitäten im Vorderen Orient berichtet.
In der von Krisen geprägten 13. Dynastie ließen sich zwei Könige in Gräbern neben der Mastabat al-Firʿaun in Sakkara bestatten und versuchten damit erneut an die Traditionen des Alten Reiches anzuknüpfen. In der darauffolgenden Zeit drangen die Hyksos in Unterägypten ein und eroberten die Stadt Memphis. Flavius Josephus, der sich auf Manetho bezieht, berichtet in seinem Werk Über die Ursprünglichkeit des Judentums über den Hyksos-König Salitis:

„Er lebte auch in Memphis und ließ sowohl die oberen und unteren Regionen Tribut zollen, errichtete Garnisonen an ihren Orten, um vor allem den Osten gegen die Assyrer zu sichern, die damals die größte Macht waren. Sie bauten dafür eine Stadt, die angemessen für diesen Zweck war und die am Bubastis-Kanal lag. Aus mythologischen Gründen wurde die Stadt Auaris genannt.“

In Auaris, der Hykos-Hauptstadt, wurden viele Statuen gefunden, die aus Memphis stammen und mit dem Namen der Hyksos-Herrscher versehen waren.

### Neues Reich

#### 18. Dynastie
Nach Vertreibung der Hyksos und Gründung des Neuen Reiches stieg Theben als neue Reichshauptstadt auf. Memphis begann hingegen den Großteil seiner einstigen militärischen, wirtschaftlichen und administrativen Stellung zurückzuerlangen. Die Stadt diente vor allem als Hauptquartier für die Armee und als Ausgangspunkt für militärische Expeditionen in den Vorderen Orient. Ahmose I. nahm die Kalksteinbrüche von Tura in Betrieb und ordnete Verschönerungen am Tempel des Ptah und am Amuntempel in Theben an, womit er die Gleichwertigkeit beider Gottheiten betonte. Zudem sorgte er dafür, dass die Hauptgötter der religiösen Zentren in Unterägypten, Memphis und Heliopolis gleichwertig behandelt wurden. Auf einer Felsstele in Tura berücksichtigte er in seinen Titeln gleichermaßen Atum als Hauptgott von Heliopolis und Ptah aus Memphis.

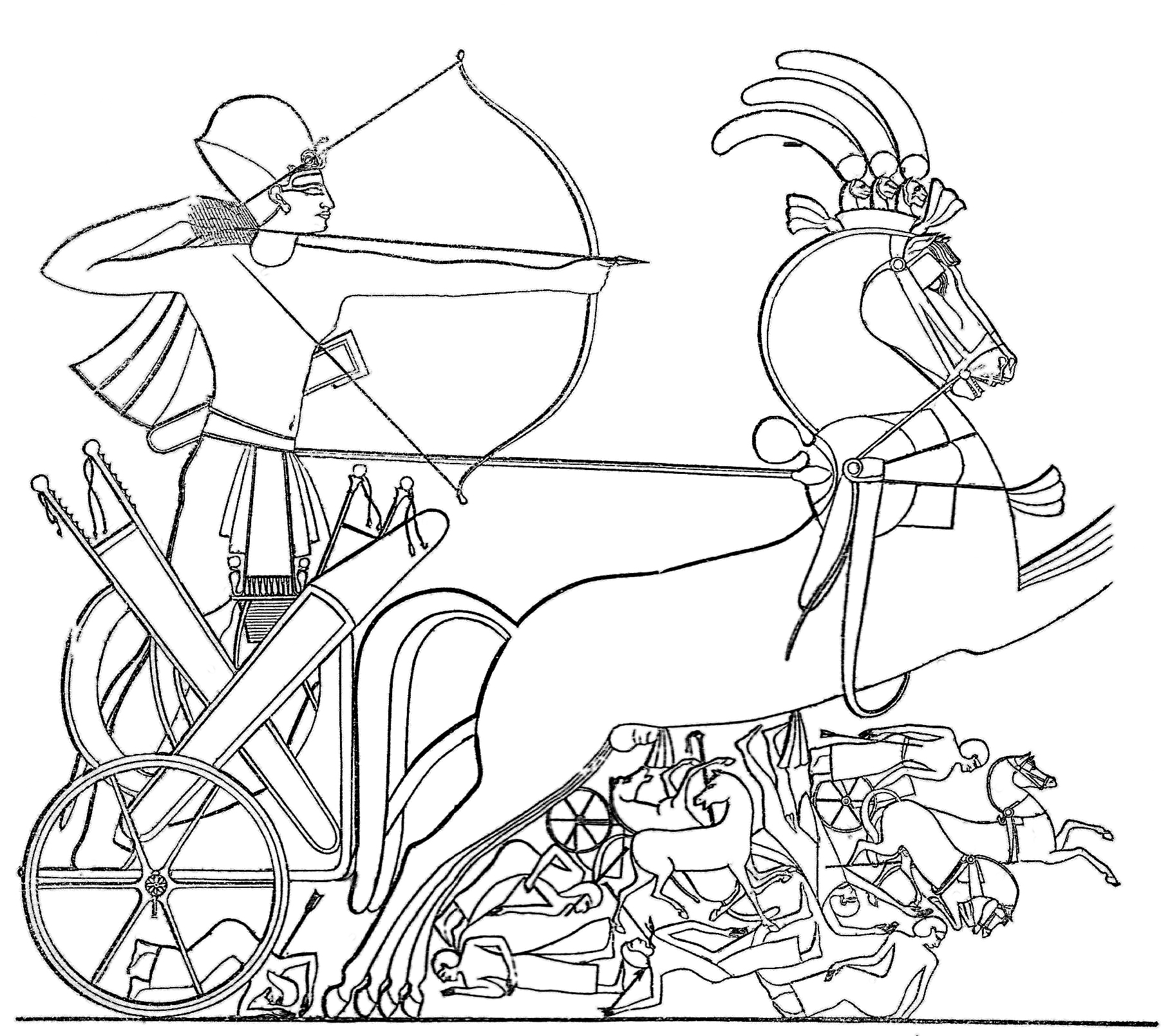
Pharao als Bogenschütze auf seinem Streitwagen

In der 18. Dynastie wurde es üblich, dass die Kronprinzen ihre militärische Ausbildung in memphitischen Kasernen absolvierten. Memphis wurde somit zur „Kronprinzenresidenz“, da die Kronprinzen begannen, eigene Domänen und Palastanlagen einzurichten. Einer der ersten war Amunmose, der in Memphis als Armeegeneral diente, wo die Feldzüge seines Vaters Thutmosis I. ihren Ausgang nahmen. Thutmosis III. befehligte gegen Ende der Regierung von Königin Hatschepsut die ägyptische Armee in Memphis und leitete einige kleinere militärische Unternehmungen. Auch Amenophis II. und Thutmosis IV. absolvierten ihre Militärausbildung in Memphis und übten sich als Bogenschützen auf Schießübungsplätzen auf dem Gizeh-Plateau nördlich der Stadt. Auf dem Tagesprogramm stand die Jagd nach Löwen und Wildstieren in der Wüste. In Memphis wurden spezielle Werkstätten für Waffenschmiede und Streitwagenbauer eingerichtet und damit eine Waffenindustrie aufgebaut, die zu einem bedeutenden Wirtschaftsfaktor der Stadt wurde.
Thutmosis III. erweiterte den Hafen von Memphis (peru nefer) und richtete Werften ein, um eine moderne Flotte für die Fluss- und Seeschifffahrt aufzubauen. Er stellte syrische Schiffszimmerer ein, die Erfahrungen mit dem Bau von Seeschiffen aus ihrer Heimat mitbrachten. Die Flotte diente zum schnellen Transport der Truppenkontingente, der Waffen und der Versorgungsgüter für die Soldaten in Vorderasien. Durch die günstige Lage zog die Stadt viele Menschen aus den Nachbarländern an, Kaufleute, Handwerker und Musiker, die sich in der Stadt niederließen und ihre Kultur und Religion mitbrachten. Memphis wuchs somit mehr und mehr zu einer blühenden und weltoffenen Metropole heran.

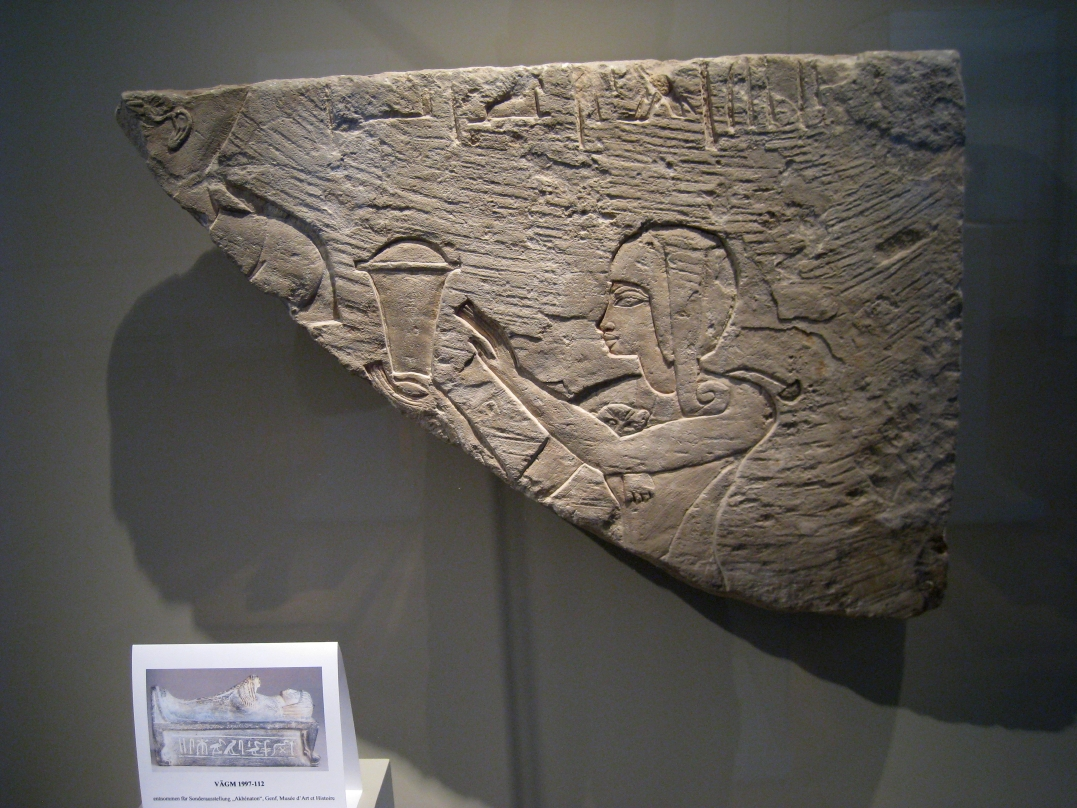
Relief des Prinzen Thutmosis, Ägyptisches Museum Berlin

Amenophis III. setzte die Arbeit seiner Vorgänger fort und versuchte Memphis eine führende Rolle als zweite Landeshauptstadt zu verschaffen. In erster Linie wollte er die Übermacht Thebens schwächen und Memphis erneut als bedeutendes religiöses Zentrum etablieren. Als erster Herrscher schickte er seinen ältesten Sohn Thutmosis nicht wie üblich zum Militär, sondern ließ ihn eine Priesterausbildung im Ptahtempel beginnen. Thutmosis sollte dort den Rang eines Hohepriesters und das höchste ägyptische Priesteramt eines „Prophetenvorstehers von Ober- und Unterägypten“ bekleiden, das bis dahin nur von den Hohepriestern des Amun in Karnak ausgeübt wurde. Amenophis III. gründete die erste Apis-Kapelle und ließ einen eigenen Verehrungstempel Hut Neb-Maat-Re („Tempel des Neb-Maat-Re“) errichten, den er mit einer umfangreichen Opferstiftung versah. Gleichzeitig setzte er einen hohen Würdenträger namens Amenhotep in die Vermögensverwaltung ein und vertraute ihm viele weitere wichtige Ämter an.
Nach der Regierung Echnatons, der die Landeshauptstadt nach Mittelägypten verlegte, wurde die Reichsverwaltung unter Tutanchamun vollständig nach Memphis überführt, während Theben nur noch Sitz der königlichen Residenz blieb. Haremhab, der seine militärische Laufbahn bereits unter Amenophis III. begonnen hatte, nahm Memphis wieder als Ausgangspunkt für Feldzüge nach Vorderasien und ließ sich ein Beamtengrab in der memphitischen Nekropole von Sakkara einrichten.

#### Ramessidenzeit

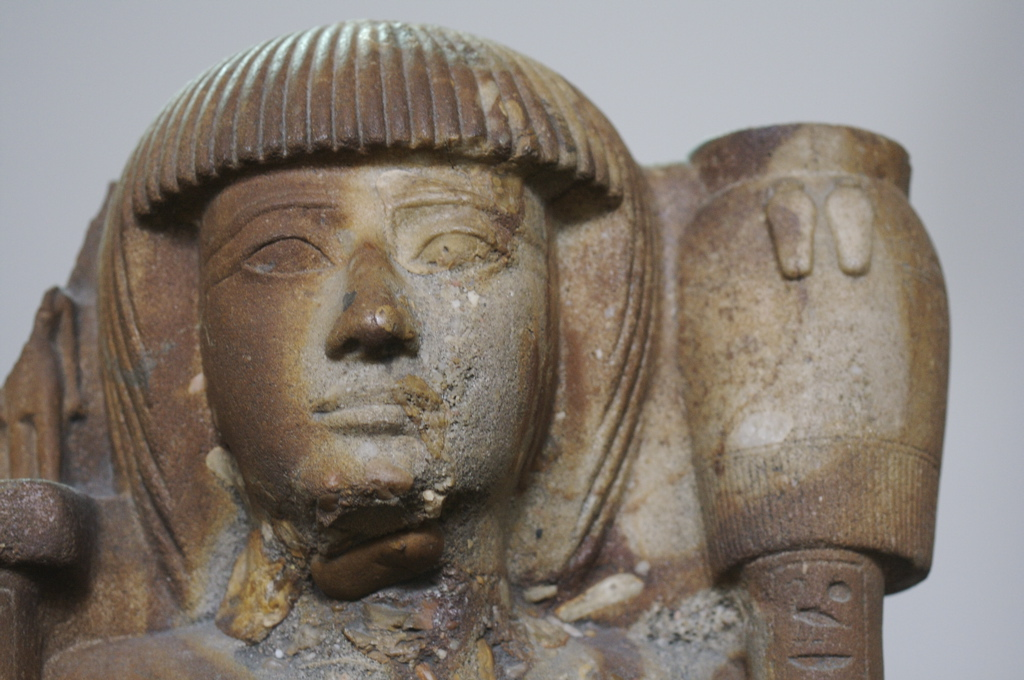
Statue von Prinz Chaemwaset, British Museum London

Unter den Ramessiden blieb Memphis Sitz der Zentralverwaltung und Kommandozentrale für die Armee. Es wurden alte und neu hinzugekommene Königs- und Götterfeste gefeiert und die Stadt als heiliger Kultort erneut in den Vordergrund gerückt. Der Hauptgott Ptah verschmolz mit Re aus Heliopolis und dem thebanischen Amun zur Dreiergottheit Amun-Ra-Ptah, wobei alle drei religiösen Zentren gleichwertig blieben.
Unter Ramses II. wurde die neue Delta-Hauptstadt Pi-Ramesse gebaut, doch behielt Memphis seine herausragende Rolle als zweite Landeshauptstadt bei. Ramses II. setzte seinen Sohn Chaemwaset als Hohepriester des Ptah ein, der zahlreiche Bauvorhaben seines Vaters in Memphis beaufsichtigte und auch sein erstes traditionelles Regierungsjubiläum in der Stadt ausrichtete. Zudem restaurierte Chaemwaset die Pyramiden in den Nekropolen vor den Toren der Stadt. Ramses II. ließ viele verschiedene Denkmäler errichten, darunter die Westhalle des Ptahtempels, einen Pylon und einen kleinen Tempel der Hathor. Der steigende Wohlstand brachte viele bedeutende Beamte und Priester hervor, die in der nahegelegenen Nekropole aufwendige und künstlerisch ausgewogen gestaltete Gräber anlegten und in ihrer Ausschmückung den thebanischen Beamtengräbern glichen.

### Zeit des Niedergangs
In der Dritten Zwischenzeit, als Ägypten wieder geteilt war, wurde Memphis von verschiedenen Fremdherrschern eingenommen. Die neuen Machthaber verschonten die heiligen Stätten und errichteten eigene neue Kultanlagen. So baute der Libyer-König Scheschonq I. (22. Dynastie) eine neue Balsamierungshalle für die Apis-Stiere. Auch Tefnachte, Bakenrenef und der Kuschitenkönig Pije verschonten die Tempel. Nachdem Pije die Stadt nach heftigen Kämpfen eroberte, richteten die nachfolgenden Kuschitenkönige ihre Residenz in Memphis ein. Erst als Ägypten von den Assyrern erobert wurde, wurden auch die Tempel und Kultanlagen von Memphis geplündert und zerstört.

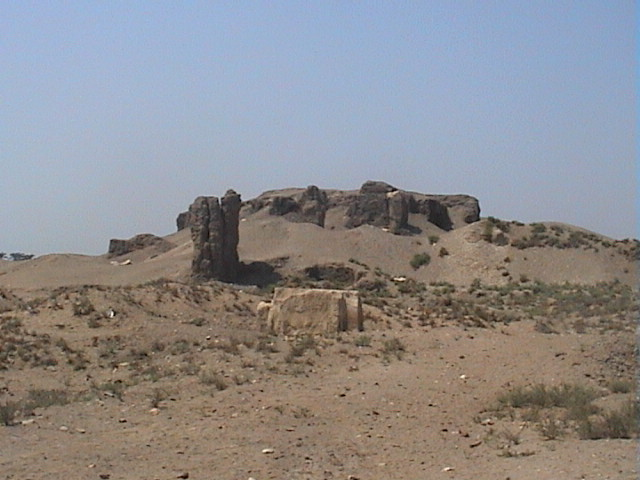
Ruinen des Apries-Palastes

In der Restaurierungsphase der 26. Dynastie (Saitenzeit) kam es zum Aufleben der alten Kulte. Psammetich I. baute einen Propylon vor dem Ptah-Tempel, erneuerte den Tempel des Serapis und baute weitere Galerien und Begräbniskammern im Serapeum. Die darauffolgenden Könige Necho II., Apries und Amasis verewigten sich in den Tempelanlagen und intensivierten den Kult des Apis. Von König Apries sind zudem Überreste einer Palastanlage nördlich des Ptah-Tempels erhalten. Nach Invasion der Perser unter Kambyses II. kam es erneut zur Zerstörung der heiligen Stätten und zur Schlachtung der heiligen Apis-Stiere. Sein Nachfolger Dareios I. ließ einige zerstörte Tempel wieder aufbauen. Während der Perserzeit zogen viele Ausländer in die Stadt und der Handel mit weit entfernten Ländern blühte auf. Nach Vertreibung der Perser mit Hilfe Athens und Spartas ließen sich die Könige der 29. Dynastie und 30. Dynastie wieder in Memphis krönen, das nun allerdings mehr einer Festung als einer blühenden Stadt glich.
Daraufhin eroberten die Perser Memphis ein zweites Mal, wurden aber 332 v. Chr. von Alexander dem Großen vertrieben. Dieser respektierte den Glauben der Ägypter, verehrte die ägyptischen Götter und den Apis-Stier und ließ sich in Memphis zum Pharao krönen. Es kam zur Austragung von Spielen und Wettkämpfen und zur Erneuerung des kulturellen Lebens. Nach Gründung der neuen Hauptstadt Alexandria direkt am Mittelmeer verlor Memphis seine Bedeutung als wichtige Hafenstadt, blieb aber nach wie vor bedeutend. Die Ptolemäer-Könige bauten in den darauffolgenden dreihundert Jahren weiterhin am Ptah-Tempel. Auch unter der römischen Herrschaft blieb Memphis eine bevölkerungsreiche, blühende Handelsstadt, auch wenn sie schon lange nicht mehr dieselbe Bedeutung als Residenz- und Verwaltungszentrum innehatte wie zur Zeit des Neuen Reiches.

### Koptische und arabische Zeit
In der koptischen Zeit ist von Memphis kaum etwas bekannt. 639 eroberten die arabischen Truppen Ägypten, das bis zu dieser Zeit unter oströmischer bzw. byzantinischer Herrschaft stand. Nach Flinders Petrie wurde der Kapitulationsvertrag zwischen dem römischen Gouverneur und den Arabern in Memphis unterzeichnet. 641 gründete der islamische Truppenführer ʿAmr ibn al-ʿĀs nördlich von Memphis die Stadt al-Fustat, die den arabischen Stadtkern von Kairo bilden sollte. Die Gebäude der Stadt, sowie die Moscheen und Stadtmauern wurden mit Baumaterial aus Memphis errichtet, das als Steinbruch diente. Alle Tempel und Paläste wurden abgetragen, Architekturteile wie Ornamente oder Säulen in die neuen Gebäude von Kairo verbaut. Übrig blieben nur noch wenige Ruinen, die durch die Natur zurückerobert wurden. Die Nilschlammziegel boten einen fruchtbaren Boden, auf dem Dattelpalmen gepflanzt und Felder angelegt wurden.

## Religion
Memphis war zur Zeit des Alten Ägypten ein bedeutendes religiöses Zentrum, in dem viele spezielle Stadtgötter verehrt wurden. Die memphitischen Priester entwickelten eine eigenständige Theorie zur Entstehung der Welt und zur Schöpfungsgeschichte. Eine Besonderheit bildete der Stierkult, bei dem ein lebender, als heilig geltender Stier im Mittelpunkt stand.

### Einheimische Götter

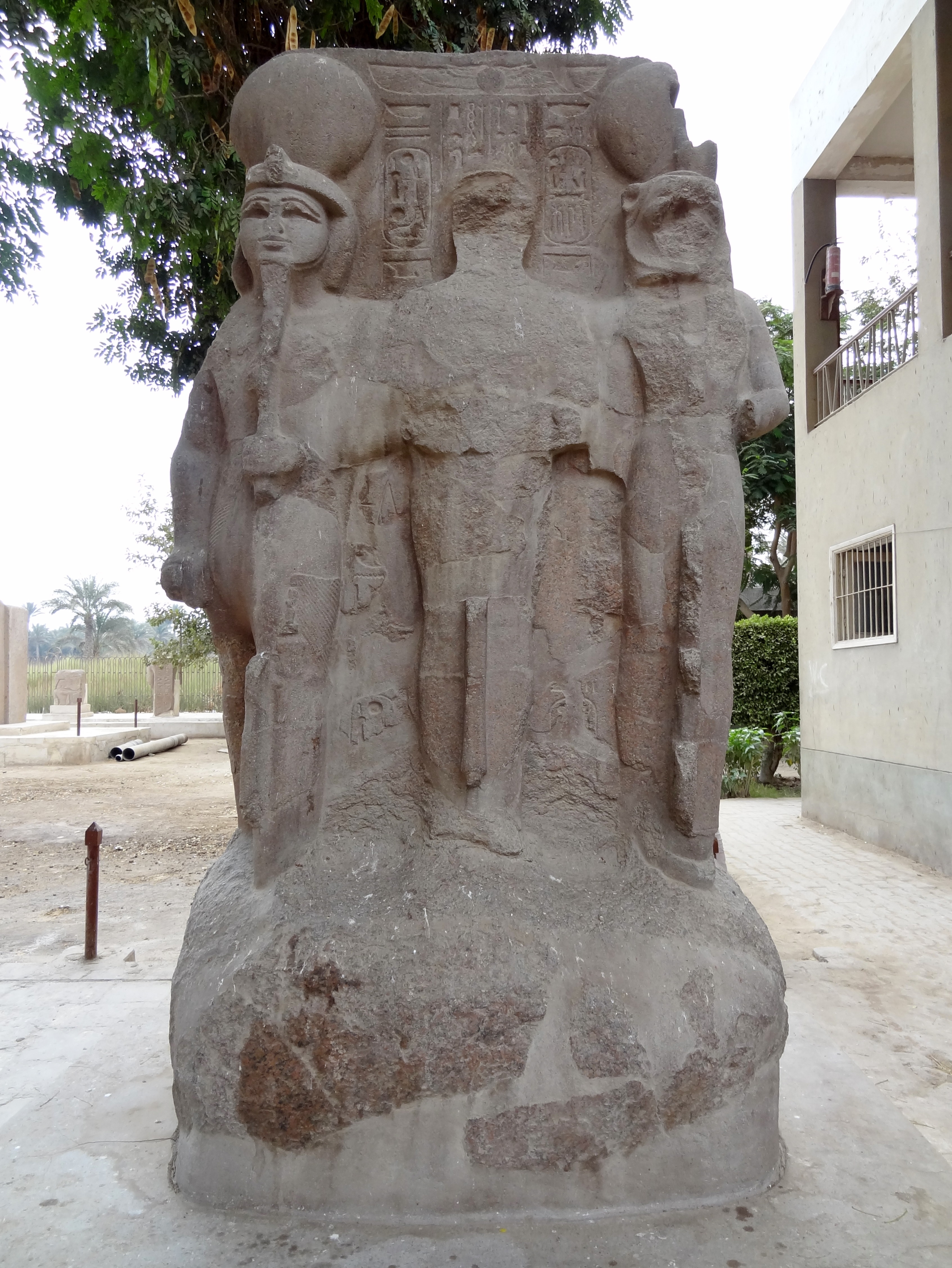
Ptah, Sachmet und Nefertem als Göttertriade

Hauptgott von Memphis war Ptah, der in der Stadt eine weitläufige Tempelanlage besaß. Er galt als Schutzgott der Bildhauer, Maler und Handwerker. Ptah bildet in Memphis zusammen mit der löwenköpfigen Göttin Sachmet und dem jugendlichen Gott Nefertem eine Göttertriade. Die Verehrung von Sachmet (sḫmt, „die Mächtige“) geht bis ins Alte Reich zurück, wo sie noch als friedfertige Schutzgöttin auftrat, sich später jedoch zu einer mächtigen Kriegsgöttin entwickelte. Nefertem, der gemeinsame Sohn von Ptah und Sachmet, war der Gott der Jugend, der Schönheit und der Vollkommenheit. Sein Symbol ist die Blüte des Blauen Lotos. In den Pyramidentexten und im Totenbuch wird Nefertem als „Lotosblüte an der Nase des Re“ bezeichnet, d. h., er tritt dort als Lebensspender des Sonnengottes Re auf. Als Sohn der Sachmet kann Nefertem gelegentlich kriegerische Aspekte aufweisen und wird dann mit Krummschwert gezeigt oder als Löwe, der einen Feind verschlingt.

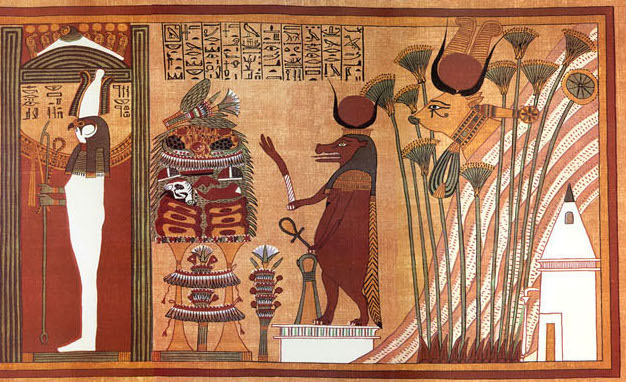
Sokar im ägyptischen Totenbuch dargestellt als Mumie mit Falkenkopf

Der Name der memphitischen Nekropole Sakkara leitet sich von ihrem Schutzgott Sokar ab. Dargestellt wird er meist als mumienförmiger Mensch mit Falkenkopf. Er diente als Schutzpatron der Nekropolenarbeiter und war schon seit frühester Zeit ein memphitischer Gott, auch wenn sein genauer Ursprung unbekannt ist. Im Alten Reich ging er eine Verbindung mit Ptah ein und bildete mit diesem die Doppelgottheit Ptah-Sokar. Als Schutzgott der Nekropole entwickelte sich Sokar zu einer Totengottheit. In dieser Funktion ging er eine Verbindung mit Osiris aus Abydos ein und wird mit diesem daher in den Pyramidentexten gleichgesetzt. Im Mittleren Reich erfolgte eine Verknüpfung der drei Gottheiten zur Triade Ptah-Sokar-Osiris, deren Symbole sich in der Spätzeit in Form einer Holzstatuette in vielen Gräbern dieser Zeit wiederfand.
In seiner Funktion als Fruchtbarkeits- und Erdgott wurde Sokar ab dem Neuen Reich mit dem Sokar-Fest geehrt, das alljährlich zu Beginn der Feldarbeiten am 26. Tag des 4. Monats achet landesweit gefeiert wurde. Dazu wurde Sokar, symbolisch durch einen Stein oder als Falke auf einem Erdhaufen sitzend, auf eine geschmückte Barke gesetzt, die mit einem Schlitten um die Mauern von Memphis gezogen wurde. Diese Aufgabe stand traditionell dem König zu, konnte aber auch von Priestern stellvertretend durchgeführt werden. Die Menschen der Umgebung schmückten sich dabei mit einem Kranz aus Zwiebeln um den Hals und folgten der Barke in feierlicher Prozession. Darstellungen des Festes finden sich an Tempeln aus dem Alten Reich, aber auch im Neuen Reich ausführlich im oberägyptischen Medinet Habu.
Serapis ist die gräzisierte Form von Osiris-Apis und tritt als Gott erst in der späten Zeit der ägyptischen Geschichte auf. Er ist die typisch memphitische Form des Unterweltgottes Osiris. Der Kult des Osiris-Apis beschränkte sich zunächst auf Memphis und wurde dann von Ptolemaios I. nach Alexandria gebracht. Dort erhielt er im Serapeum von Alexandria eine eigene Verehrungsstätte. Erst hier nahm er griechische Züge an und wurde seitdem von Griechen und Ägyptern gemeinsam verehrt.

### Auslandsgötter

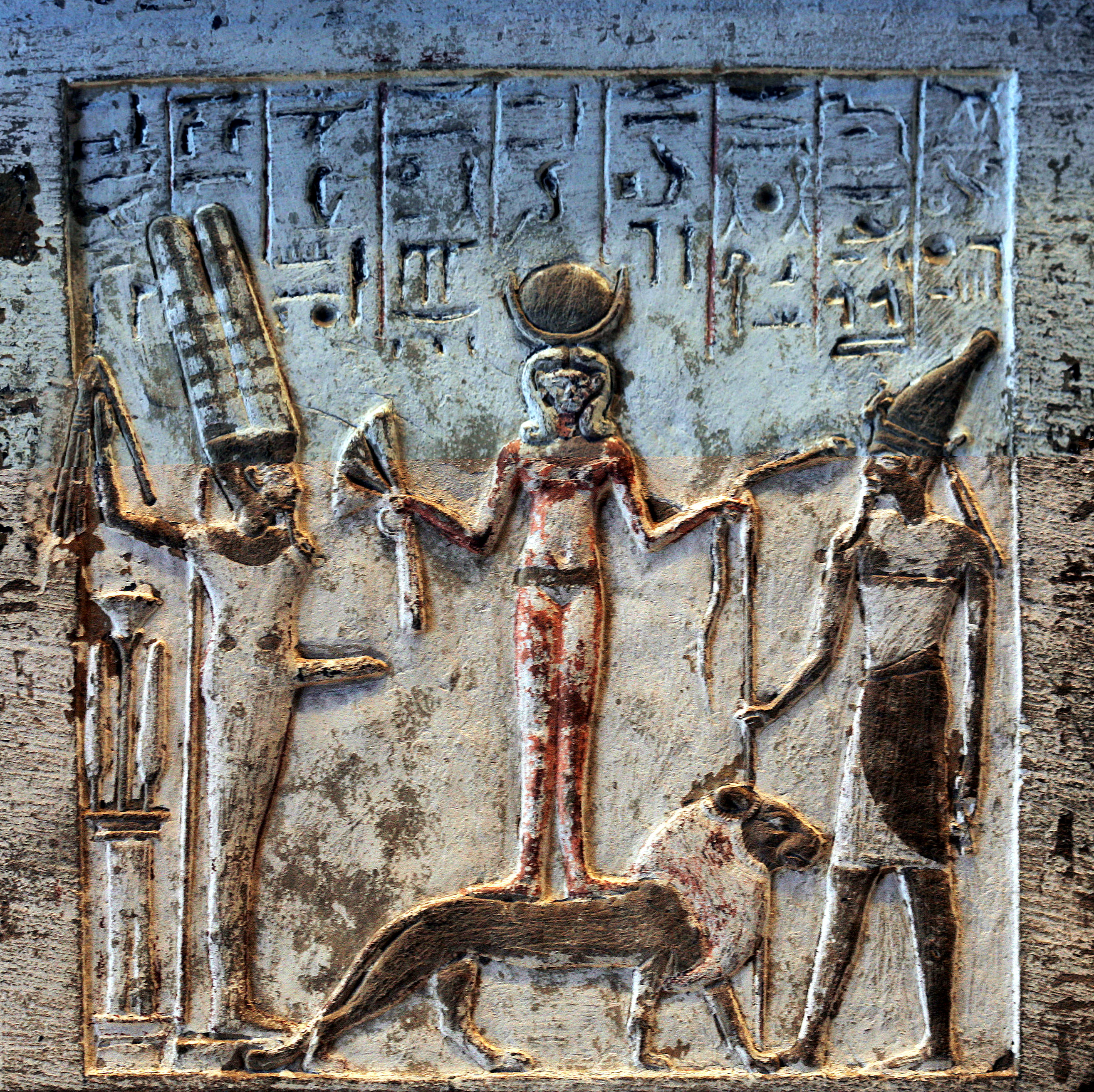
Qudschu mit Reschup und Min auf der Qudschu-Stele (Louvre C 86)

Die syrische Göttin Qudschu war im Alten Orient eine Kultform der Göttinnen Anat und Astarte und entwickelte sich erst in Ägypten zu einer eigenständigen Fruchtbarkeits- und Heilgöttin. In Memphis besaß sie einen Hauptkultort im Ptah-Tempel und wurde dort wahlweise als Tochter oder Gattin des Ptah betrachtet.
Der kanaanitische Wettergott Baal war sowohl für die Fruchtbarkeit der Erde, als auch für Unwetter, Sturm und Gewitter zuständig. Er vereinte somit wie Sachmet zugleich heilbringende und zerstörerische Aspekte in sich. Seine Verehrung in Memphis lässt sich bis zur Zeit von Amenophis II. zurückverfolgen. Im Hafen von Memphis, Peru-nefer, trat er als Baal-Sapan in Erscheinung und wirkte dort als Schutzpatron der Seeleute. Er wurde bis in die Spätzeit in einem Heiligtum verehrt, das von syrischen Seeleuten gebaut wurde und später auch von ägyptischen Seefahrern genutzt. Als erster Priester des Baal-Sapan ist ein Mann mit dem semitischen Namen Sarabijahina bekannt. Ab der 19. Dynastie war Baal ein Königsgott und verschmolz mit der ägyptischen Gottheit Seth.
Der aus Amurru stammende Kriegsgott Reschup wurde ab der Ramessidenzeit von memphitischen Handwerkern als „Großer Gott, Herr des Himmels“ und als Heilgott verehrt. Er stand in Verbindung mit Epidemien und Unheil und konnte diese wie Sachmet sowohl verursachen als auch verhindern und heilen. Zuvor wurde er bereits unter Amenophis II. als kriegerische Gottheit verehrt und auf mehreren Stelen dargestellt. Er stand wie Astarte mit Pferden in Zusammenhang und wurde bis zur Mitte der 18. Dynastie häufig reitend dargestellt. Auf Stelen wird Reschup stets mit Keule, Schild und Speer abgebildet. Mit dem Fruchtbarkeitsgott Min und der syrischen Göttin Qudschu bildete Reschup eine Triade und erhielt so Aspekte von Erotik und Fruchtbarkeit.
In Peru-nefer wurde Astarte wie Qudschu als Tochter oder Gattin des Ptah verehrt und mit der Löwengöttin Sachmet identifiziert. Sie war die einzige Göttin im ägyptischen Pantheon, die für den Schutz der Streitwagen zuständig war. Sie wird deshalb häufig in Begleitung des im Streitwagen kämpfenden Königs gezeigt und dazu als „Schild des Königs“ bezeichnet.

### Apis-Kult

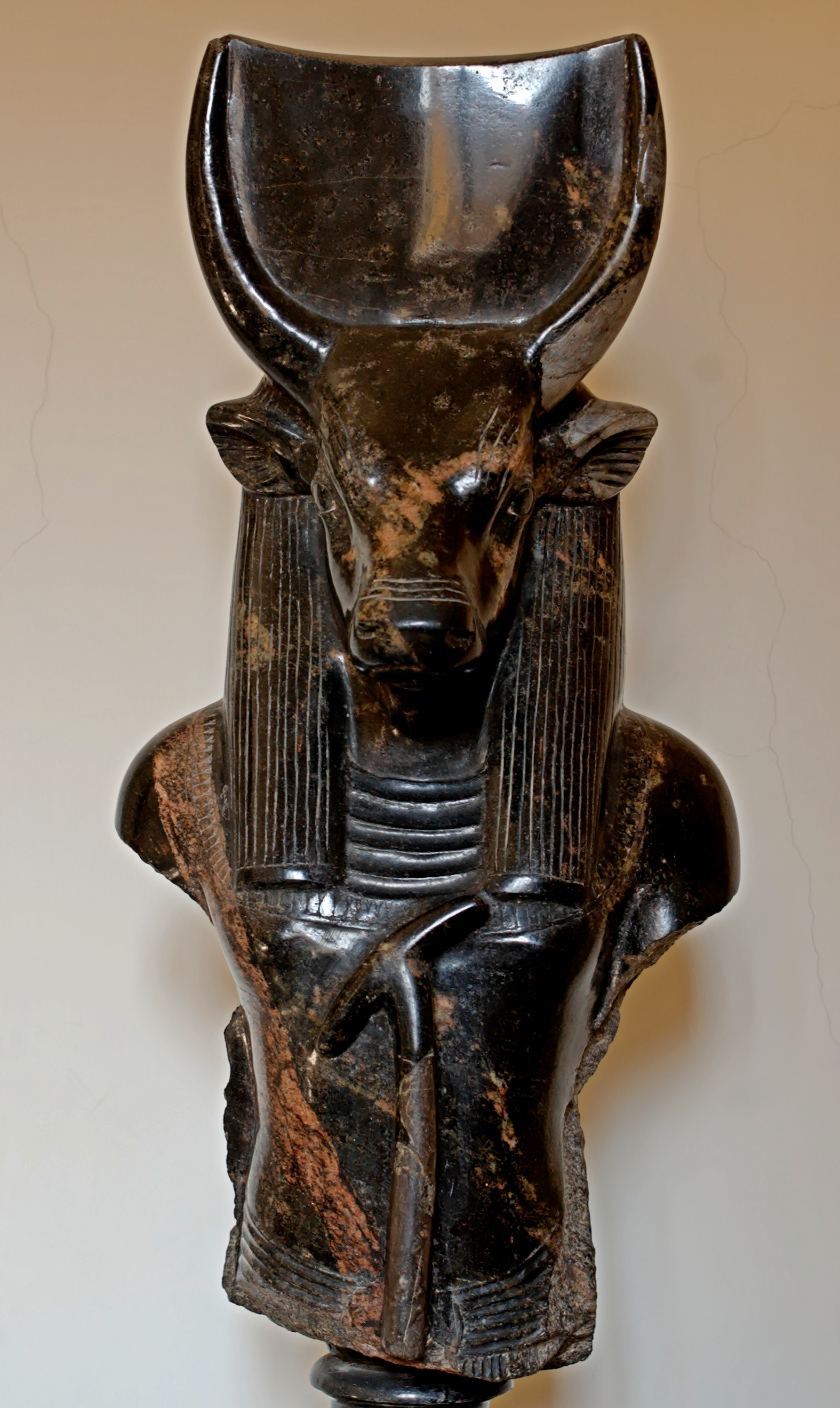
Anthropomorphe Statue des Gottes Apis

Memphis galt neben Heliopolis und Hermonthis als eine der Hauptzentren des ägyptischen Stierkultes. Während man in Heliopolis den Mnevis-Stier und in Hermonthis den Buchis-Stier verehrte, huldigte man in Memphis dem Apis, der als Verkörperung oder göttlicher Herold des Hauptgottes Ptah angesehen wurde.
Der Apis-Kult geht der Überlieferung zufolge bis auf die 1. Dynastie zurück und soll vom sagenumwobenen König Menes eingeführt worden sein. Der Stier symbolisierte Fruchtbarkeit und göttliche Stärke, weshalb ägyptische Könige gelegentlich den Beinamen „starker Stier“ trugen. Um als ein besonderes heiliges Tier betrachtet zu werden, musste ein Apis-Stier ein schwarzes Fell mit weißen Flecken von bestimmter Form aufweisen. Außerdem musste er auf der Stirn einen dreieckigen Fleck besitzen, im Nacken einen weißen Fleck in Gestalt eines Geiers und auf der rechten Seite ein halbmondförmiges Symbol. Insgesamt wurden 29 Merkmale unterschieden, die für die Aufnahme eines heiligen Apis-Stieres ins Gehege des Ptah-Tempels erforderlich waren. Dort wurde er, falls es sich um ein Jungtier handelte, einer größeren Anzahl von Pflegern überlassen, darunter auch drei Hohepriestern. Der Stier verbrachte durchschnittlich 25 Jahre in dem göttlichen Gehege und wurde währenddessen durch Pilger und Priester mit ausgesuchten Speisen gefüttert. Er lebte den größten Teil seiner Zeit im Stall, konnte jedoch zu besonderen Anlässen der Öffentlichkeit im Tempelhof vorgeführt werden.
Verstarb das Tier, wurde im gesamten Land eine Trauerzeit von siebzig Tagen verhängt. Die Zeit wurde benötigt, um den verstorbenen Apis zu mumifizieren. Die Riten zur Einbalsamierung ähnelten dabei denen der Menschen. Bis zur Zeit von Sethos I. beerdigte man die toten Stiere in Einzelgräbern. Danach legte man eine Galerie an, die bis in Ptolemäerzeit zu einer katakombenähnlichen Begräbnisstätte (Serapeum in Sakkara) ausgebaut wurde. Die Stiermumie wurde in einer feierlichen Prozession vom Balsamierungshaus auf dem Gelände des Ptah-Tempels bis zum Serapeum in Sakkara über eine lange Sphinx-Allee transportiert, die 1850 von Auguste Mariette entdeckt wurde. Nach dem Tod des Apis galt es, unter den zahlreichen Herden Ägyptens einen neuen geeigneten Nachfolger zu finden.

### Schöpfungsmythos

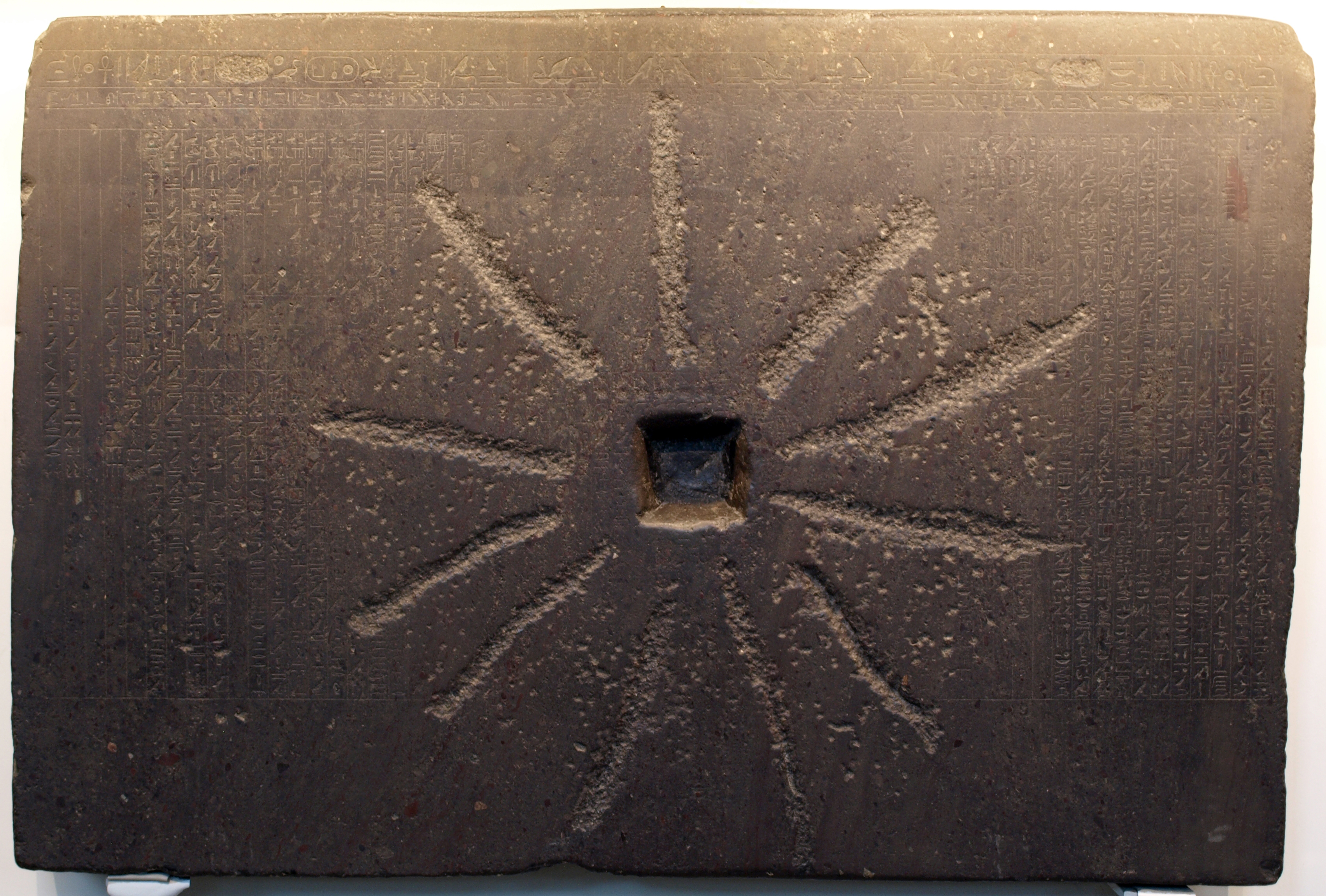
Schabaka-Stein mit dem Denkmal memphitischer Theologie

Ptah stand bei der in Memphis entwickelten Schöpfungslehre im Mittelpunkt, bei der er eine führende Rolle in der Weltschöpfung einnahm. Seine Schöpfung der Welt beruhte auf der Erkenntnis des Herzens, das nach altägyptischer Vorstellung Sitz des Verstandes und der Gefühle war. Durch die Kraft des gesprochenen Wortes verwandelten sich seine Ideen in konkrete, vielfältige Formen der materiellen Welt.
Der Inhalt dieser Schöpfungsgeschichte ist durch einen Ritualtext auf einer Granitstele überliefert, der als Denkmal memphitischer Theologie bekannt ist. Er geht auf einen Text aus dem Neuen Reich zurück, den der Kuschitenkönig Schabaka um 700 v. Chr. von einem abgenutzten Papyrus übertragen und im Tempel des Ptah aufstellen ließ:

„Er [Ptah] wurde zur Zunge, und er wurde zum Herzen als Teil des Atum. Es ist Ptah, der sehr Große, der das Leben zugeteilt hat allen Göttern und ihren Kas. Aus diesem Herzen ist Horus entstanden, aus dieser Zunge ist Thot entstanden, aus Ptah.“

„Das Herz und die Zunge haben Macht über alle Glieder – aufgrund dessen, dass es [das Herz] in jedem Leibe ist und dass sie [die Zunge] in jedem Munde ist von allen Göttern, allen Menschen, allem Vieh, allem Gewürm und allem, was lebt – indem das Herz alles denkt, was es will, und die Zunge alles befiehlt, was ersteres will. … Das Herz ist es, das jede Erkenntnis entstehen lässt, die Zunge ist es, die wiederholt, was vom Herzen erdacht wird. So wurden alle Götter geschaffen und wurde seine Neunheit vollendet. Jedes Gotteswort entstand durch das, was vom Herzen erdacht und von der Zunge befohlen wurde. So wurden alle Arbeiten und jedes Kunstwerk hervorgebracht, das Tun der Hände und das Gehen der Füße und die Bewegung jeden Gliedes gemäß seiner Weisung, die vom Herzen erdacht und von der Zunge hervorkommt … und Ptah war zufrieden, nachdem er alle Dinge und Gottesworte gemacht hatte.“

## Archäologie

### Entdeckungs- und Forschungsgeschichte

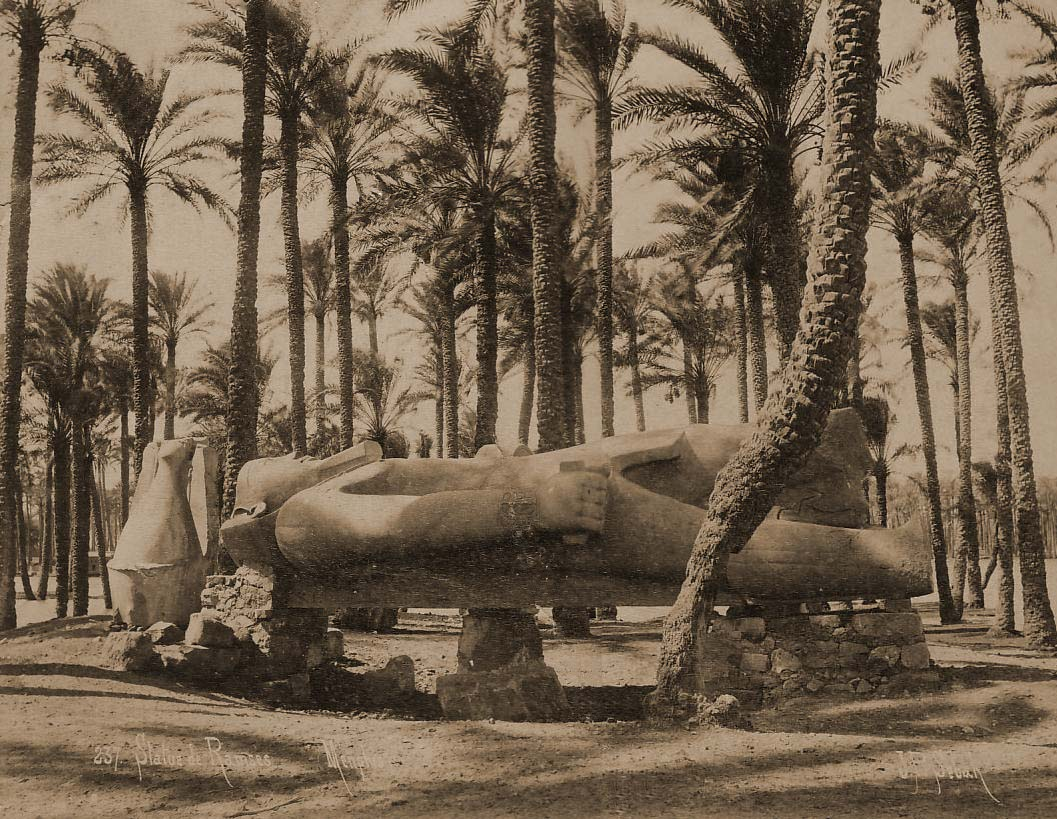
Von Joseph Hekekyan in Memphis entdeckter Granitkoloss von Ramses II.

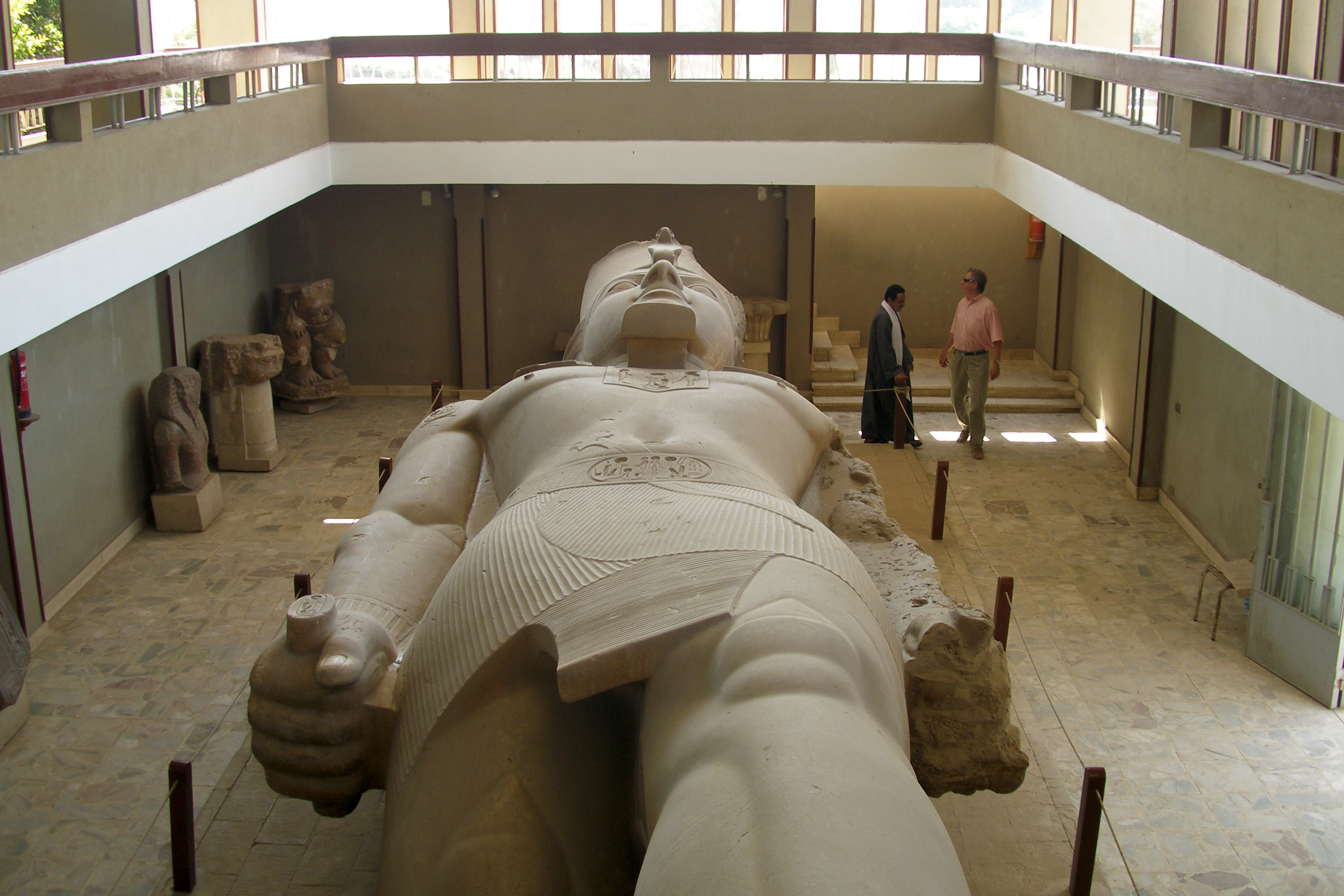
Derselbe Granitkoloss heute im Museum von Memphis

Der Ort Memphis ist außerhalb des Landes seit der Antike berühmt und wird nicht nur in ägyptischen Texten, sondern auch häufig in anderen antiken Quellen erwähnt.
Aus verschiedensten wiederentdeckten diplomatischen Archiven sind Briefwechsel von mit dem Land in Beziehung stehenden Königreichen erhalten. Zu nennen wären hier die Amarna-Briefe, die den Schriftverkehr zwischen den babylonischen Herrschern oder den syrischen Stadtstaaten mit dem Hof von Amenophis III. oder Echnaton umfassen, die Keilschrift-Archive von Boğazkale, der Hauptstadt des hethitischen Reiches, in denen der diplomatische Austausch zwischen den beiden Großmächten zur Zeit von Ramses II. aufbewahrt war, die Siegesstelen der Herrscher aus Napata, die eine kontextuelle Beschreibung der Stadt liefern, oder die Siegeserklärungen der Assyrerkönige, die die antike Hauptstadt ebenfalls auf der Liste ihrer Eroberungen erwähnen.

#### Von der Antike bis zum Mittelalter
Ab der zweiten Hälfte des ersten vorchristlichen Jahrtausends häufen sich die antiken Erwähnungen und werden ausführlicher, besonders mit der Entwicklung des griechischen Handels und den Beschreibungen der Reisenden, die den Händlern bei der damaligen Entdeckung des ägyptischen Landes nachfolgten. Zu den wichtigsten klassischen Autoren, die die antike Stadt Memphis erwähnen, zählen:
- Herodot, der die Denkmäler der Stadt während der ersten Perserherrschaft im fünften Jahrhundert vor Christus besuchte und beschrieb[23]
- der griechische Historiker Diodor von Sizilien, der den Ort im ersten Jahrhundert vor Christus besuchte und in Übereinstimmung mit Herodot Informationen über die Stadt sammelte, aber auch neue Einzelheiten lieferte[24]
- der griechische Geograph Strabon, der den Ort während der römischen Eroberung Ende des ersten vorchristlichen Jahrhunderts bereiste und eine Beschreibung lieferte[25]

Danach wurde die Stadt noch häufig von weiteren lateinischen oder griechischen Autoren des römischen Reiches erwähnt, aber nur wenig davon gaben eine umfassende Beschreibung. Die meisten beschränkten sich auf Einzelheiten der Kulte, besonders auf den Apiskult, wie zum Beispiel Sueton oder Ammianus Marcellinus. Mit der Aufgabe der Kulte und dem Verlust der wirtschaftlichen Bedeutung innerhalb des Landes, die bereits mehrere Jahrhunderte zuvor mit der Entstehung von Alexandria einsetzte, geriet die Stadt in der nachfolgenden christlichen Epoche in Vergessenheit. Neue Beschreibungen der Stadt, die mittlerweile zu Ruinen verfallen war, tauchen erst wieder mit der Eroberung des Landes durch die Araber auf.
Zu den wichtigsten Quellen aus dieser Zeit gehören:
- Abd al-Latif al-Baghdadi, ein berühmter Geograph aus Bagdad, der im dreizehnten Jahrhundert während seines Aufenthaltes in Ägypten eine Beschreibung der Ruinenstätte abgibt
- al-Maqrīzī, ein ägyptischer Historiker aus dem vierzehnten Jahrhundert, der die Stätte ebenfalls besuchte und beschrieb

#### Von der Renaissance bis zum Jahrhundert der Aufklärung
Nach dem Ende des europäischen Mittelalters und infolge der Kreuzzüge berichten westliche Reisende in zahlreichen Werken über die Wiederentdeckung des Nahen Ostens. Ägypten war zu jener Zeit für zahlreiche Pilger eine nahezu unverzichtbare Station auf ihrer Durchreise ins Heilige Land. Einige Besucher verfassten Reiseberichte, die dank der jungen Erfindung des Buchdruckes eine weite Verbreitung fanden. Die genaue Lage der Stadt war zu dieser Zeit noch unbekannt und auch die Nennung in biblischen Texten ließen keine genauen Rückschlüsse zu. Dennoch versuchten einige Reisende auf Grundlage der klassischen Schriften antiker Autoren die Ruinen der Stadt ausfindig zu machen.
Jean de Thévenot war 1652 der erste Europäer, der auf seiner Ägyptenreise den Standort und die Ruinen richtig deutete, so wie es früher bereits die arabischen Schriftsteller taten. Seine Beschreibung ist zwar knapp, stellt aber die erste ihrer Art vor den Erforschungen des darauf folgenden Zeitalters der Aufklärung und vor der Erfindung der modernen Archäologie dar.
Die Geburtsstunde der modernen Archäologie in Ägypten erfolgte mit der Ägyptenexpedition von Napoleon 1798. Die Deutung von Thévenot konnte durch genauere Erforschungen und einer Freilegung der Denkmäler bestätigt werden. Bei der Expedition waren nicht nur französische Soldaten, sondern auch zahlreiche Gelehrte dabei, die die Ergebnisse ihrer ersten wissenschaftlichen Untersuchungen in der mehrbändigen Description de l’Égypte veröffentlichten. Das Monumentalwerk enthielt auch eine Karte der Region, in der zum ersten Mal die genaue Lage von Memphis verzeichnet war.

#### 19. Jahrhundert und erste Forscher

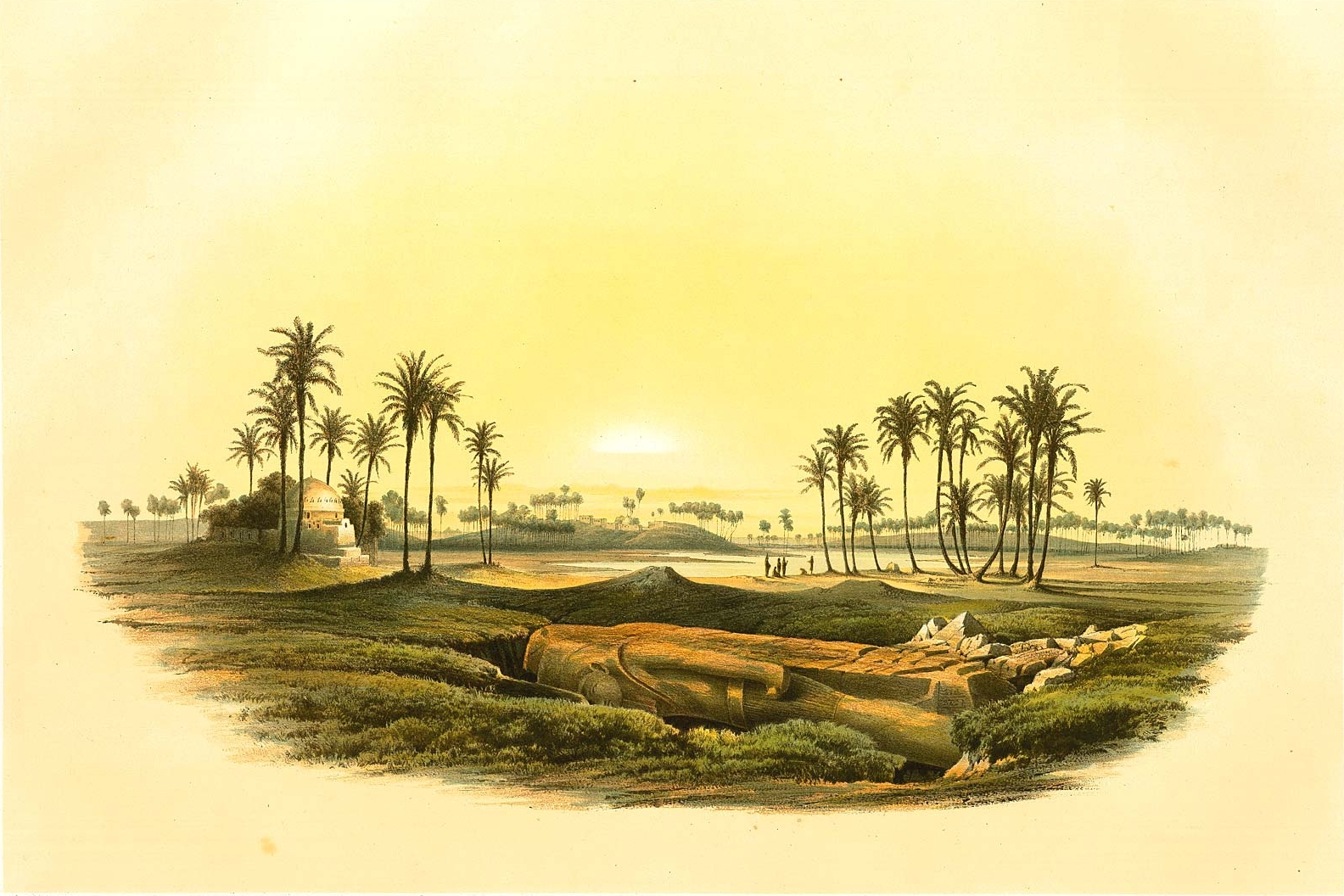
Ruinen von Memphis zur Zeit von Karl Richard Lepsius

Damit war der Grundstein für größere Erforschungen gelegt, die im neunzehnten Jahrhundert folgten und von den ersten Ägyptologen durchgeführt wurden. Es dauerte nicht lange bis zur Gründung großer archäologischer Institute, die für die Organisation von Expeditionen und vor allem für die Veröffentlichung von Forschungsergebnissen dienten.
- Die ersten Ausgrabungen in Memphis wurden von Giovanni Battista Caviglia und Sloane 1820 durchgeführt. Die beiden Forscher entdeckten die große liegende Kolossalstatue von Ramses II., die im Freilichtmuseum ausgestellt wird und die Hauptsehenswürdigkeit des Ausgrabungsortes ist.
- Jean-François Champollion, der während seiner Ägyptenreise von 1828 bis 1830 nach Memphis kam, beschrieb die von Caviglia und Sloane entdeckte Kolossalstatue, führte einige Ausgrabungen durch und entzifferte die zugänglichen Kartuschen und Inschriften. Er nahm sich fest vor, zu einem späteren Zeitpunkt mit mehr Ausrüstung und Zeit zurückzukehren, um die Überreste gründlicher zu studieren.[29] Sein plötzlicher Tod von 1832 verhinderte jedoch die Umsetzung seiner Vorhaben.
- Im Rahmen der Preußischen Expedition von 1842 legte Karl Richard Lepsius weitere Überreste frei und fertigte eine detaillierte Karte an, die für alle nachfolgenden Erkundungen und Ausgrabungen als Grundlage diente.[30]

Das damalige vom osmanischen Joch befreite Ägypten begann sich wirtschaftlich zu entwickeln und sich neu zu öffnen. Selbst wenn das sich im Aufbau befindliche Land noch unter Einfluss der großen Kolonialmächte dieser Zeit, insbesondere Großbritanniens stand, übernahm es doch Stück für Stück die Kontrolle über sich selbst. Der Protektoratsstatus hatte große Auswirkungen auf den wirtschaftlichen Wachstum des Landes. Die systematische Kultivierung des Bodens brachte de facto zum Teil zufällige Entdeckungen archäologischer Überreste mit sich, so dass sich große europäische Sammler aufmachten, im Auftrage bedeutender Museen aus London, Turin, Paris oder Berlin, das Land nach Altertümern zu durchpflügen. Bei einem Beackerungsversuch von bis dahin brachliegendem Land entdeckten Bauern 1847 zufällig in Kom el-Dafbaby, in der Nähe des Dorfes Mit-Rahina, Teile eines römischen Mithras-Heiligtums.
Von 1852 bis 1854 führte Joseph Hekekyan, der im Auftrage der ägyptischen Regierung arbeitete, geologische Probebohrungen durch und stieß dabei auf zahlreiche Entdeckungen. In Kom el-Khanzir nordöstlich der Umwallung des großen Ptah-Tempels förderte er zum Beispiel Talatatblöcke aus der Amarna-Zeit zu Tage, die von einem antiken Atontempel aus Memphis herstammten. Sie wurden wahrscheinlich für die Grundmauern oder für die Pflasterung eines anderen heute zerstörten Denkmales wiederverwendet. Hekekyan entdeckte auch die große Kolossalstatue von Ramses II. aus Rosengranit.
Die Vielzahl archäologischer Entdeckungen und angesichts der ständigen Gefahr, dass alle Reichtümer den ägyptischen Boden für immer verlassen würden, erforderten bald die Erschaffung eines eigenen Instituts für die Erkundung und Rettung der Schätze des Landes. Auguste Mariette, der 1850 das Serapeum in Sakkara freilegte, gründete die ägyptische Altertümerverwaltung und leitete von 1850 bis 1860 Ausgrabungen in Memphis, bei denen er erste Überreste des großen Ptah-Tempels zutage förderte und insbesondere Königsstatuen aus dem Alten Reich entdeckte. Er räumte den großen Granitkoloss von Ramses II. frei. Zudem fanden die wichtigsten Entdeckungen unter seiner Obhut statt.

#### Archäologie im 20. Jahrhundert
Von den umfangreichen zwischen 1907 und 1912 durchgeführten Ausgrabungen des britischen Ägyptologen Flinders Petrie stammen die wichtigsten Entdeckungen der Ausgrabungsstätte. Dazu zählen die Identifikation des Hypostylsaals vom Ptah-Tempel und des Pylons von Ramses II., die Entdeckung der großen Alabastersphinx – ein weiteres Hauptausstellungsstück im Freilichtmuseum – sowie der großen nördlichen Umwallung des Apries-Palastes. Zugleich entdeckte er die Überreste des Amun-Tempels von Siamun und des Ptahtempels von Merenptah. Seine Arbeiten wurden vom Ersten Weltkrieg unterbrochen und zu dieser Zeit durch andere Expeditionen fortgeführt. Später bemühte sich eine Nachfolgemission seine Arbeit weiterzuführen und die Ergebnisse zu veröffentlichen. Dabei wurden weitere Reste der Stadt freigelegt und einige zusätzliche Denkmäler geborgen.
- Von 1914 bis 1921 grub die Expedition der University of Pennsylvania den Ptah-Tempel des Merenptah aus und entdeckte in Kom el-Qala den Palast von Merenptah.
- 1942 entdeckte die ägyptische Antikenverwaltung (SCA) unter dem ägyptischen Ägyptologen Labib Habachi den kleinen „Ptah-Tempel des Ramses, geliebt von Amun, Herrschergott von Heliopolis“ sowie die Grabkapelle des Prinzen Scheschonq und seines Sohnes Takelot aus der 22. Dynastie.
- 1950 entdeckte Habachi im Auftrag des SCA die Kapelle von Sethos I.[33]
- Im selben Jahr beschloss die ägyptische Regierung die große Kolossalstatue Ramses II. aus Rosengranit nach Kairo zu überführen und vor dem Hauptbahnhof der Stadt aufzustellen. Der Platz erhielt daraufhin den Namen Midân Ramsis. Die Statue befindet sich nun im Großen Ägyptischen Museum in Gizeh.
- 1954 wurde bei Straßenarbeiten zufällig ein Friedhof aus dem Mittleren Reich in Kom el-Fakhri entdeckt.[34]
- Von 1955 bis 1957 grub Rudolf Anthes im Auftrag der University of Pennsylvania den kleinen Ptah-Tempel des Ramses aus und förderte das Apis-Wabet sowie den Balsamierungstisch des heiligen Stieres zutage.[35]
- 1969 wurde zufällig ein Kapitell des kleinen Hathor-Tempels entdeckt.[36]
- Von 1970 bis 1984 führte der SCA Ausgrabungen durch und barg den kleinen Hathor-Tempel.
- 1980 erfolgten ergänzende Ausgrabungen des American Research Center in Egypt, das auch den Apis-Wabet untersuchte.[37]
- Zwei Jahre später untersuchte und erfasste der britische Ägyptologe Jaromír Málek den kleinen Ptah-Tempel des Ramses.[38]
- Ab 1970 und von 1984 bis 1990 erfolgten Ausgrabungen der Egypt Exploration Society aus London. Es kam zu ergänzenden Ausgrabungen des Hypostylsaals und Pylons von Ramses II. und zur Entdeckung des Granitblocks mit den Annalen von Amenemhet II. Weiterhin wurden in Kom el-Fakhri Gräber der Hohepriester des Ptah aus der dritten Zwischenzeit ausgegraben, die Stätte Kom el-Rabia erforscht, die Stadt und Nekropole des Mittleren Reiches identifiziert und ausgegraben, sowie westlich von Memphis bei Sakkara die Stadt des Alten Reiches untersucht.[39]
- Im Süden von Kom el-Qala fanden Ausgrabungen des SCA statt. Dabei wurde ein Wohnviertel aus römischer Zeit entdeckt.
- 2003 setzte die Altertümerverwaltung die Ausgrabungen am kleinen Hathor-Tempel fort.
- 2003 und 2004 fanden die ersten beiden Ausgrabungskampagnen der russisch-belgischen Expedition an der großen Nordmauer von Memphis statt.

### Ruinen

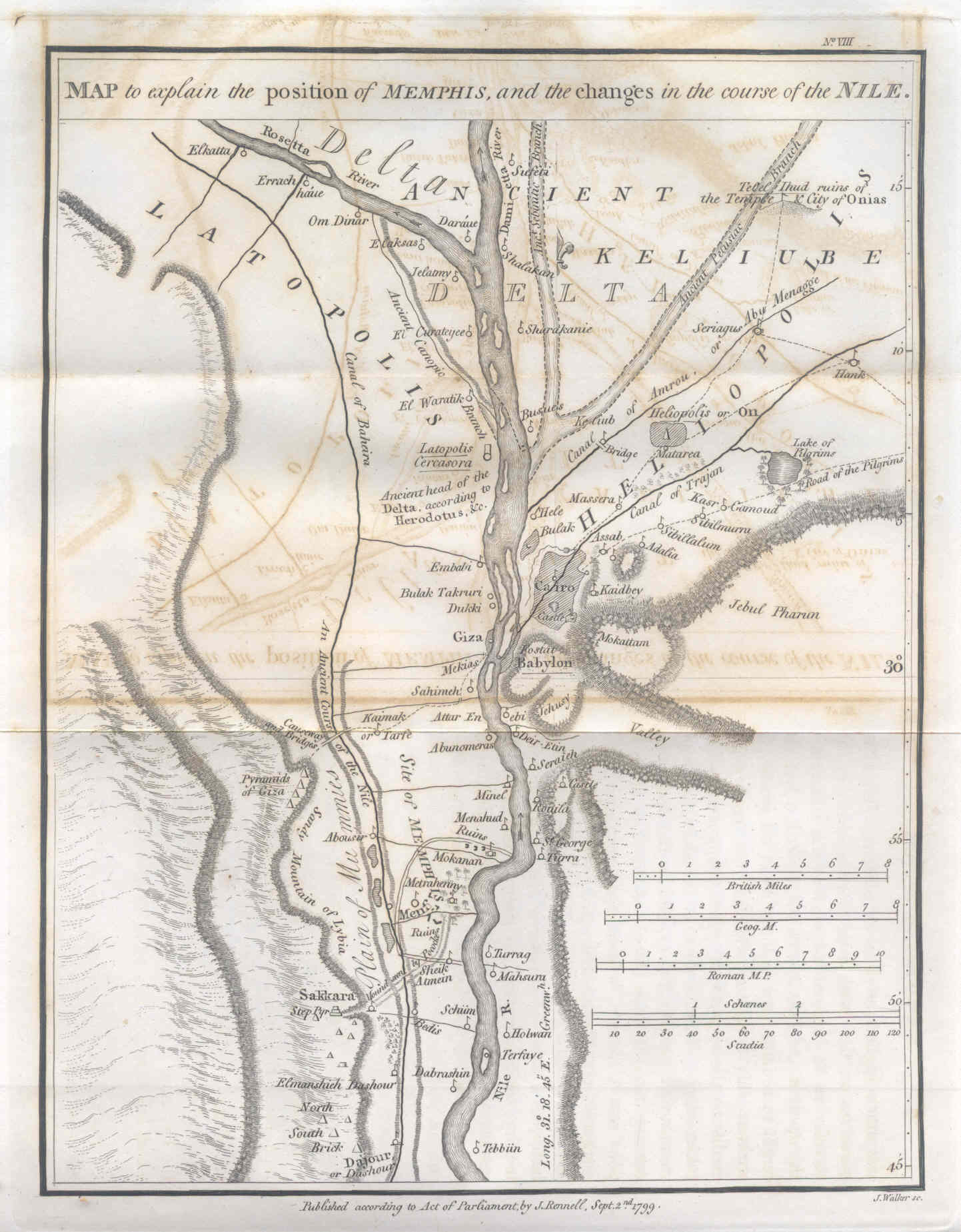
Lage des Ruinenfeldes von Memphis

Die Metapher Waage der beiden Länder bezieht sich auf die günstige geographische Lage von Memphis zwischen Ober- und Unterägypten. Zur damaligen Zeit dürfte Memphis nahe dem alten Nilbett auf der westlichen Seite gelegen haben – die heutigen Ruinen liegen etwa 3 km vom Nil entfernt.
Davon zeugen die Ruinen, die im 19. und 20. Jahrhundert ausgegraben wurden, unter anderem die Tempel von Ptah, Isis und Re, das Serapeum, zwei kolossale Statuen von Ramses II., eine Alabaster-Sphinx und viele Wohnhäuser.
Neben den Gräberfeldern auf dem West- und Ostufer (Dahschur, Sakkara, Abusir und Gizeh im Westen, Helwan, Ma'asara, Tura und Maadi im Osten) liefert Memphis einzigartiges Fundmaterial, das von der Geschichte und Kultur des dynastischen und hellenistischen Ägyptens zeugt. Obwohl die jetzige Ruinenfläche häufig übersehen wird, ist sie eine der größten Fundstätten Ägyptens und zieht sich zehn Kilometer entlang des Nils. Sie ist in einzelne Schutthügel unterteilt, die Tells oder Koms genannt werden. Zwischen den Koms befinden sich drei größere Senken (Birkas), die auf flacherem Gelände die Lage von heiligen Stätten markieren. Der südliche Bereich ist bisher am meisten erforscht worden.

#### Kom el-Rabia, Kom Sabkha
Kom el-Rabia ist einer der kleinsten Koms und liegt im Südwesten des Ptah-Tempels. Er beherbergt zwei kleine Tempel für Ptah und Hathor und wurde von Ramses II. erbaut (19. Dynastie). Der Tempel wurde in der Spätzeit wiederverwendet und in römischer Zeit überbaut. Weitere Überreste sind ein Bau aus der 21. Dynastie, Teile eines griechischen Tempels und Laconicums, sowie ein Badehaus im südlicheren Kom Sabkha. Jüngere Ausgrabungen auf der Westseite von el-Rabia haben zudem mehrere Besiedlungsschichten vom Mittleren Reich bis zur Spätzeit freigelegt, die allerdings eine Lücke zwischen der 13. und 18. Dynastie aufweisen. Die Funde weisen darauf hin, dass die frühen Bauphasen der Stadt unterhalb und jenseits des westlichen Ruinenfeldes liegen.

#### Kom el-Oala, Kom Helul
Kom el-Oala befindet sich südöstlich des Tempelkomplexes und beherbergt einen kleinen Tempel und einen Palast des Merenptah. Von den beiden Bauwerken sind nur noch wenige Überreste vorhanden, der Grundriss wurde jedoch noch bis in römische Zeit respektiert, obwohl die Grundmauern bis dahin schon längst unter einer späteren Konstruktion verschwunden waren. In Kom Helul weiter südlich fand Flinders Petrie eine Fayence-Werkstatt aus griechisch-römischer Zeit.

#### Tempelanlage des Ptah
Die Anlage bedeckt das zentrale Birka und wurde wahrscheinlich auf einer vom Nil zurückgewonnenen Landfläche errichtet. In den Ausmaßen ihres trapezförmigen Grundrisses (410 × 580 × 480 × 630 m) konkurrierte sie mit dem Amun-Re-Tempel in Karnak. Die Umfassungsmauer wurde von Kolossalstatuen gesäumt, die sich insbesondere an den vier Haupteingängen befanden. Am Nord- und Südtor standen zudem Sphinxstatuen. Über die innere Struktur des Tempels ist nur wenig bekannt. Am Westtor stand eine Hypostylhalle, die möglicherweise an ein Sedfest von Ramses II. erinnerte. In der südwestlichen Ecke der Anlage befand sich ein Tempel aus der Spätzeit für den Kult des Apis-Stieres.

#### Kom el-Fachri
Südlich des Dorfes Mit Rahina befinden sich ein Friedhof aus der Ersten Zwischenzeit und Siedlungsreste aus dem frühen Mittleren Reich. Die noch intakten Gräber sind nur schlecht erhalten und beinhalteten wahrscheinlich eine Familiengruft. Die entdeckten Grabbeigaben und Dekorationen ähneln zeitgenössischen Gräbern in Sakkara. Jüngere Ausgrabungen im Osten haben Besiedlungsschichten aus der 18. Dynastie freigelegt, einschließlich Einrichtungen für die Lagerung von Getreide.

## Stadtstruktur

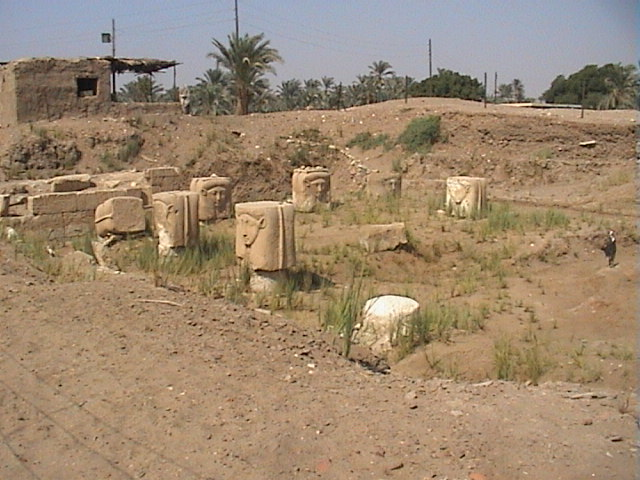
Überreste vom Tempel der Hathor

Aus Texten des Neuen Reiches (ca. 1550 v. Chr.) und von Ausgrabungen geht die Struktur der Stadt hervor: im Westen die Nekropolen von Sakkara, im Osten der Haupthafen Peru-nefer (Gute Ausfahrt), im Süden ein Tempel der Göttin Hathor (Herrin der südlichen Sykomore) und im Norden der Tempel der Göttin Neith (nördlich ihrer Mauer). Im Zentrum lag der Königspalast, eine Militär-Garnison mit Arsenal und nördlich davon der Tempel des Stadtgottes Ptah.

## Freilichtmuseum
In dem kleinen Dorf Mit Rahina befindet sich ein Freilichtmuseum. Hauptstücke sind die liegende Kolossalstatue von Ramses II., die im Inneren des Museumsgebäudes gezeigt wird, eine stehende Kolossalstatue von Ramses II. sowie eine Alabastersphinx. Weitere Stücke sind in einem Skulpturengarten zu sehen.
Nach Aussage von Wafaa el-Saddik, die von 2004 bis 2010 Direktorin des Ägyptischen Museums in Kairo war, wurde in Zusammenhang mit der Revolution in Ägypten am 29. Januar 2011 das Museum und die Magazine „komplett ausgeraubt“. Über die entstandenen Verluste gibt es noch keine genaueren Informationen.

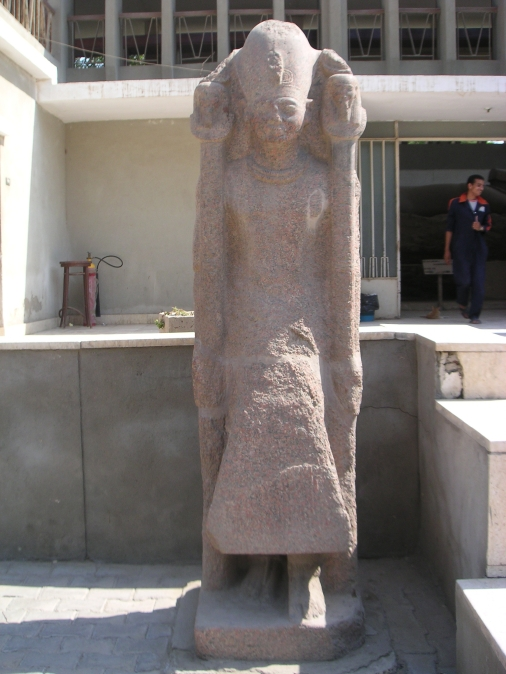
Statue von Ramses II. vor dem Eingang des Museumsgebäudes
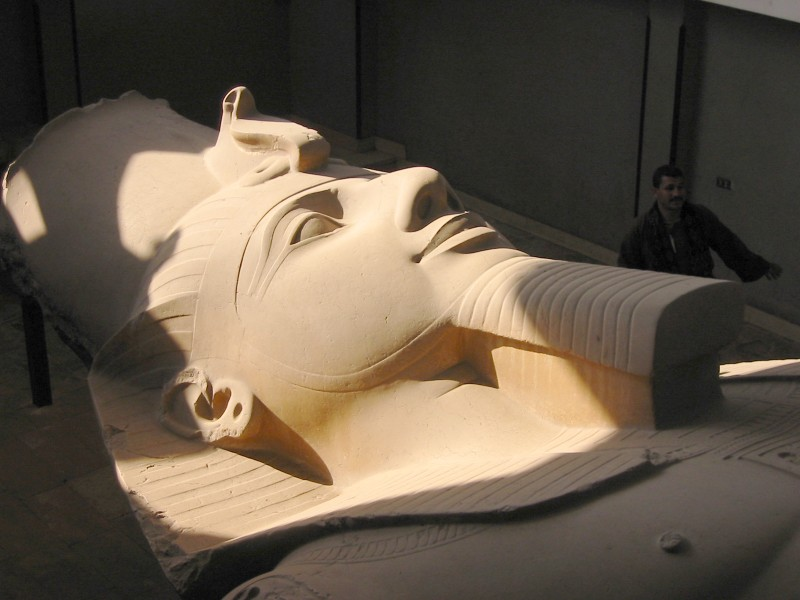
Liegende Kolossalstatue von Ramses II.
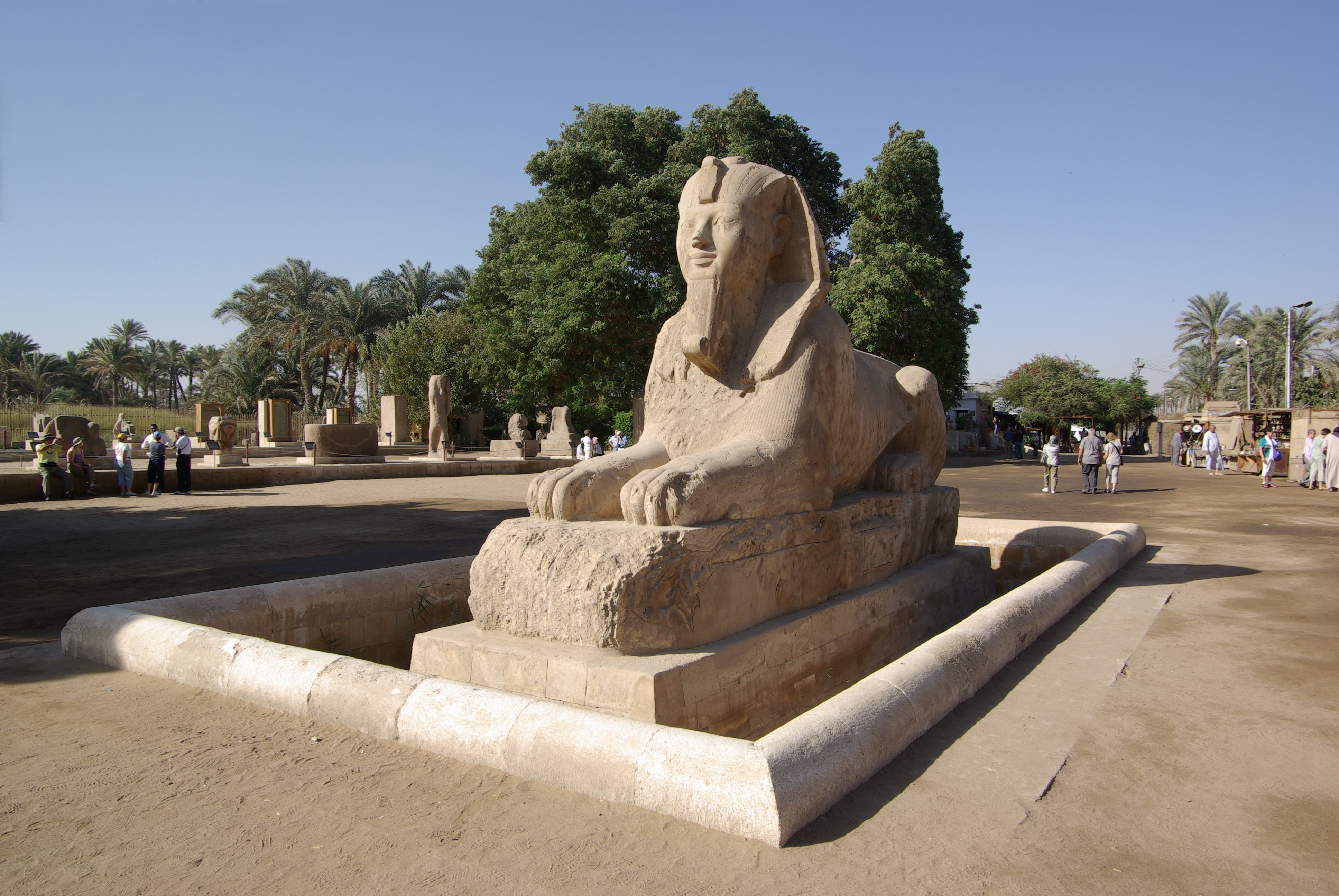
Alabaster Sphinx
Zustand 1924
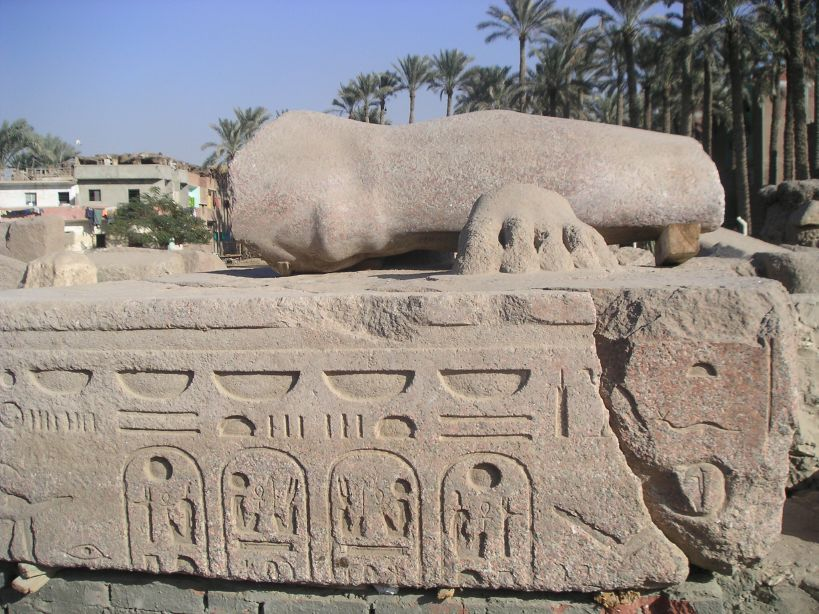
Teile des Kolosses von Ramses II. im Ptah-Tempel von Memphis